# Liste der Biografien/Cz
Liste der Biografien |
Portal Biografien |
Personensuche
# |
A |
B |
C |
D |
E |
F |
G |
H |
I |
J |
K |
L |
M |
N |
O |
P |
Q |
R |
S |
T |
U |
V |
W |
X |
Y |
Z |
?
 
Ca |
Cb |
Cc |
Ce |
Ch |
Ci |
Cj |
Ck |
Cl |
Cm |
Cn |
Co |
Cr |
Cs |
Ct |
Cu |
Cv |
Cw |
Cy |
Cz
Die Liste der Biografien führt alle Personen auf, die in der deutschsprachigen Wikipedia einen Artikel haben. Dieses ist eine Teilliste mit 530 Einträgen von Personen, deren Namen mit den Buchstaben „Cz“ beginnt.

## Cz

### Cza
- Czabon, Elise (1801–1866), österreichische Opernsängerin (Mezzosopran)
- Czacheritz, Michael (1420–1489), Propst des Augustiner-Chorherrenstifts in Glatz und Verfasser der dortigen Stiftschronik
- Czachorski, Ladislaus von (1850–1911), polnischer Maler
- Czachowski, Piotr (* 1966), polnischer Fußballspieler
- Czacka, Róża (1876–1961), polnische römisch-katholische Ordensfrau, Selige
- Czacki, Włodzimierz (1834–1888), polnischer Kardinal
- Czada, Roland (* 1952), deutscher Politikwissenschaftler
- Czadek, Karl Heinz (* 1944), österreichischer Posaunist, Arrangeur und Komponist
- Czadzeck, Arthur (1929–2018), deutscher FDGB-Funktionär und SED-Funktionär
- Czaika, Edmund (1909–1992), deutscher Fußballspieler
- Czaika, Edmund (* 1924), deutscher Fußballspieler
- Czaika, Ingrid (* 1978), deutsch-österreichische Musikwissenschaftlerin, Dirigentin und Pianistin
- Czaika, Otfried (* 1971), deutsch-schwedischer Kirchenhistoriker mit Schwerpunkt in der Frühen Neuzeit
- Czaja Sager, Christopher (* 1941), niederländischer Pianist
- Czaja, Andrzej (* 1963), polnischer Geistlicher, Bischof von Opole
- Czaja, Dominik (* 1995), polnischer Ruderer
- Czaja, Herbert (1914–1997), deutscher Politiker (CDU), MdB
- Czaja, Justus (* 1998), deutscher Schauspieler
- Czaja, Manfred (* 1925), deutscher Fußballspieler
- Czaja, Mario (* 1975), deutscher Politiker (CDU), MdBMario Czaja (* 1975)

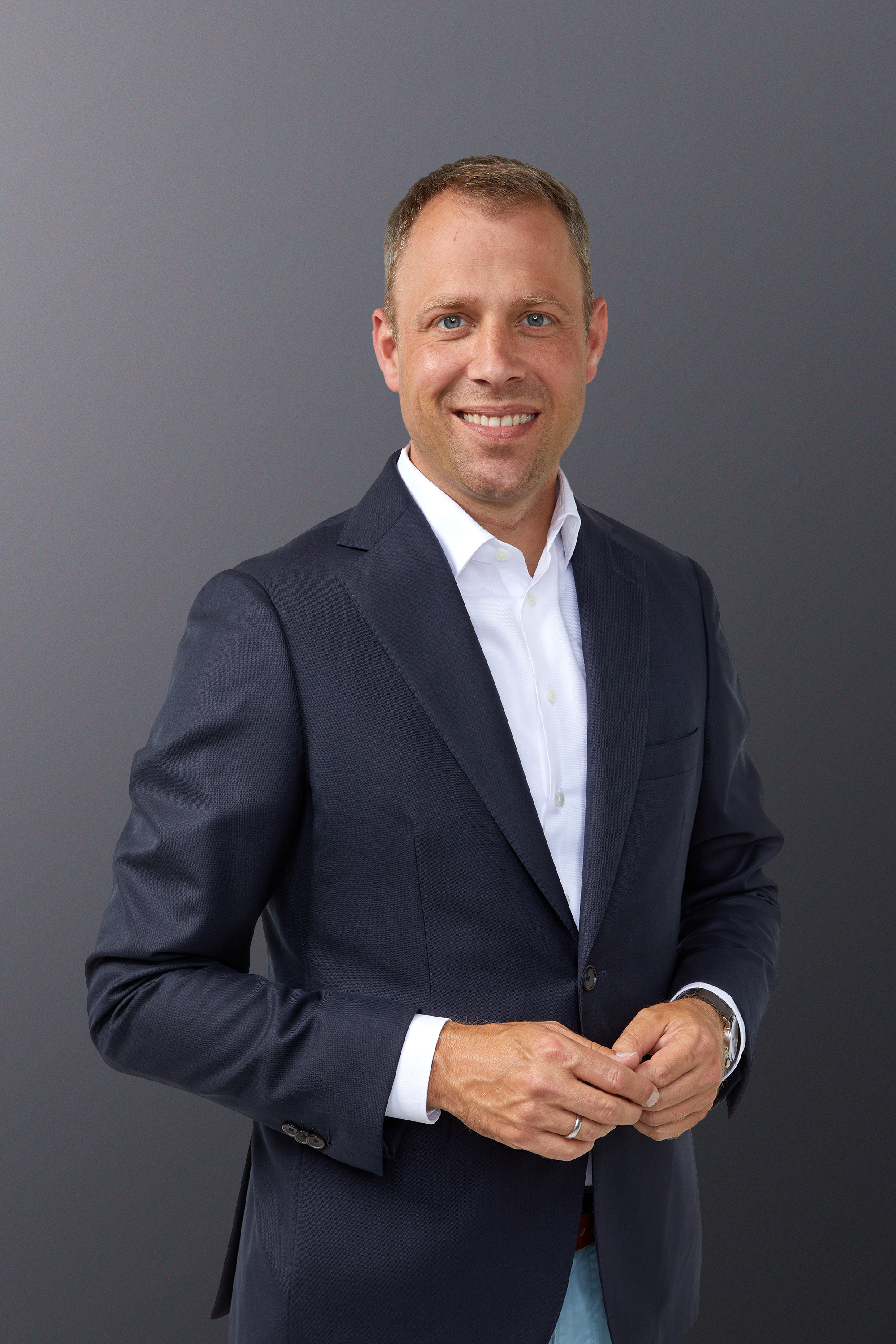
Mario Czaja (* 1975)

- Czaja, Rudi (1939–2001), deutscher Politiker (DVU), MdL
- Czaja, Sebastian (* 1983), deutscher Politiker (FDP, CDU), MdA
- Czaja, Wojciech (* 1978), österreichischer Architekturkritiker und Fotograf
- Czajerek, Viktor, deutscher Architekt in Duisburg-Hamborn
- Czajka, Anna (* 1952), polnische Literaturwissenschaftlerin und Philosophin, Essayistin
- Czajka, Antoni (1929–2014), polnischer Politiker, Mitglied des Sejm
- Czajka, Stanislaw (1897–1965), polnischer Geistlicher
- Czajka, Willi (1898–1987), deutscher Geograph und Hochschullehrer
- Czajkowska, Krystyna (* 1936), polnische Volleyballspielerin
- Czajkowska, Zofia (1905–1978), deutsche Musikerin, Überlebende des Vernichtungslagers Auschwitz und Ravensbrück und Zeitzeugin
- Czajkowski, Daniel (* 1978), polnischer Radrennfahrer
- Czajkowski, Michał (1804–1886), polnischer Schriftsteller und kosakischer Aufständischer
- Czajkowski, Przemysław (* 1988), polnischer Diskuswerfer
- Czakainski, Hendrik (* 1979), deutscher Künstler
- Czakert, Peter (1808–1848), österreichischer Geistlicher und Missionar
- Czakó, Csaba (1943–2023), ungarischer Ruderer
- Czakó, Eva-Maria (1918–2012), wissenschaftliche Fotografin
- Czakó, György (1933–2023), ungarischer Eiskunstläufer
- Czako, Iosif (1906–1966), rumänischer Fußballspieler
- Czakó, Krisztina (* 1978), ungarische Eiskunstläuferin
- Czakul, Michael (1707–1771), siebenbürger Arzt, Leibarzt moldauischer Fürsten
- Czambel, Samuel (1856–1909), slowakischer Linguist
- Czanewicz, Otto von, sächsischer Amtshauptmann
- Czapek, Arnd (* 1964), deutscher Politiker (CDU), MdL
- Czapek, Friedrich (1868–1921), böhmischer bzw. tschechischer Biologe
- Czapek, Leopold Eustache (1792–1840), österreichischer Komponist und Klavierlehrer
- Czapek, Richard (1913–1997), österreichischer Komponist und Wienerliedsänger
- Czapek, Rudolf (1871–1935), österreichisch-deutscher Maler und Kunsttheoretiker
- Czapek-Buschmann, Mechthild (1871–1931), deutsche Malerin und Grafikerin
- Czapiewski, Konrad (1913–1979), deutscher Politiker (SPD, FDP), MdL in Nordrhein-Westfalen
- Czapiewski, Paweł (* 1978), polnischer Leichtathlet (800-Meter-Läufer)
- Czapka, Ignaz (1791–1881), österreichischer Politiker und Jurist
- Czapka, Johann (1899–1945), deutscher Jurist, Rechtsanwalt und Landrat
- Czapla, Justyna (* 2004), deutsche RadrennfahrerinJustyna Czapla (* 2004)

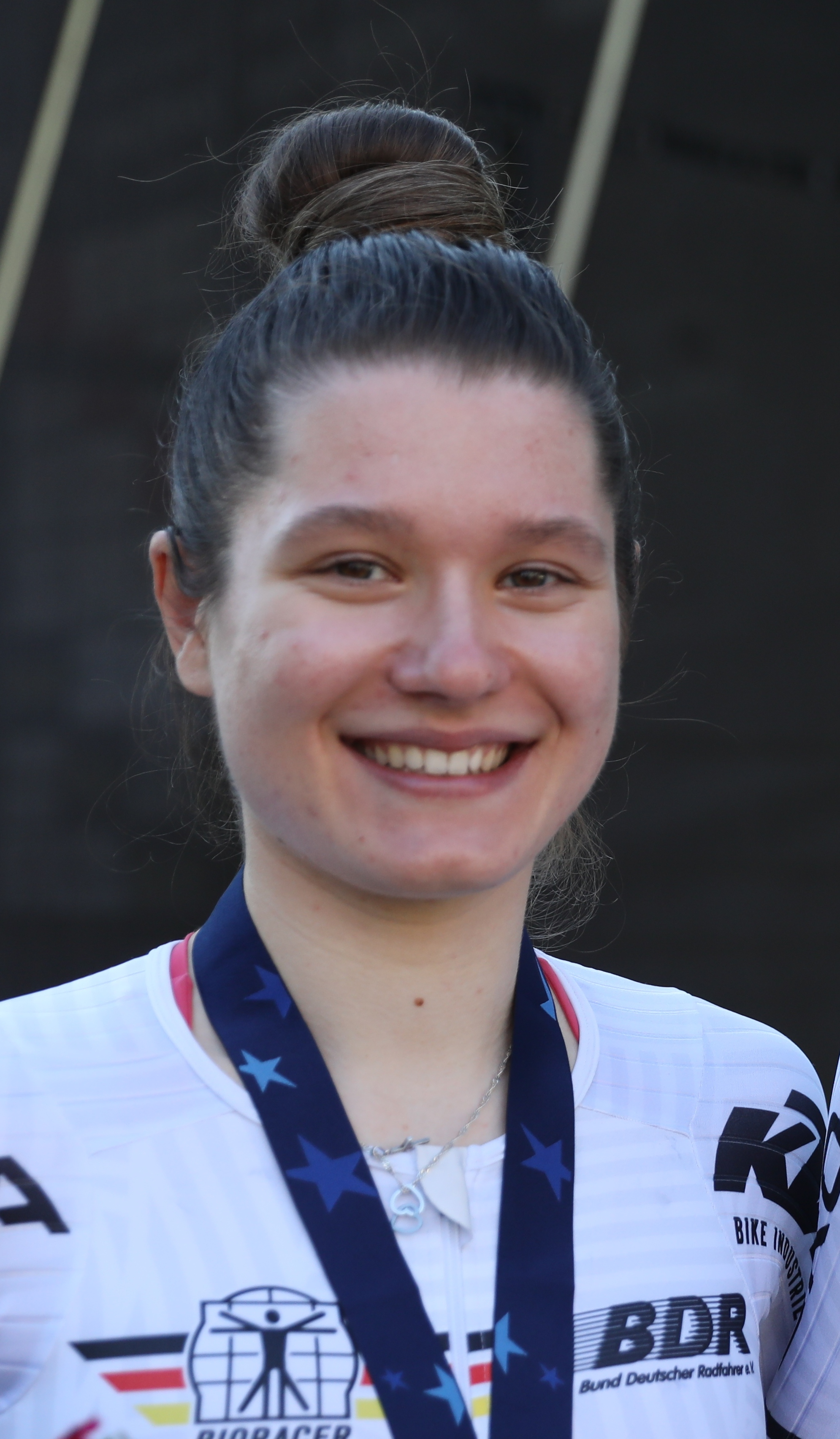
Justyna Czapla (* 2004)

- Czapla, Ralf Georg (* 1964), deutscher Literatur- und Kulturwissenschaftler
- Czapla, Vanessa (* 1987), deutsche Schauspielerin und Synchronsprecherin
- Czaplewski, Eugen (1865–1945), deutscher Mikrobiologe, Hygieniker und Hochschullehrer
- Czaplic, Celestyn (1723–1804), polnischer Schriftsteller und Politiker
- Czaplicka, Maria Antonina (1886–1921), polnisch-britische Kulturanthropologin
- Czaplicki, Edmund (1904–1940), polnischer Eishockeytorwart und Ruderer
- Czaplinski, Henri (* 1889), polnisch-jüdischer Geiger und Musikpädagoge
- Czapliński, Mikołaj (* 2000), polnischer Handballspieler
- Czapliński, Przemysław (* 1962), polnischer Literaturhistoriker, Literaturkritiker und Essayist
- Czapp, Karl (1864–1952), k.k. Landesverteidigungsminister und General der österreichisch-ungarischen k.u.k. Armee
- Czapski, Józef (1896–1993), polnischer Autor und Maler in der Nachfolge des Fauvismus und von Paul CézanneJózef Czapski (1896–1993)

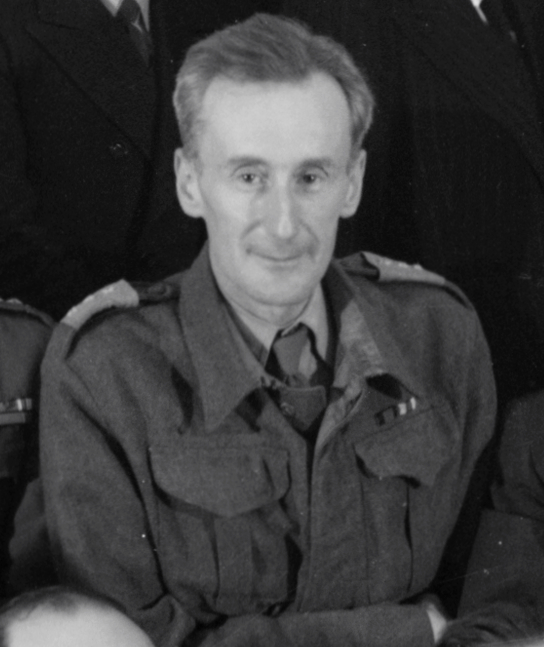
Józef Czapski (1896–1993)

- Czapski, Siegfried (1861–1907), deutscher Physiker
- Czapsky, Stefan (* 1950), ukrainischer Kameramann
- Czaputowicz, Jacek (* 1956), polnischer Politiker
- Czara-Rosenkranz, Dusza (1898–1967), Bukowiner Dichterin, Journalistin, Übersetzerin und Propagandistin
- Czarena, Sharifah, Fliegerin aus Brunei
- Czarkowski, Jaime (* 2003), US-amerikanisch-kanadische Synchronschwimmerin
- Czarlinski, Emil von (1833–1913), Rittergutsbesitzer, Reichstagsabgeordneter
- Czarlinski, Leon von (1835–1918), deutscher Jurist, Rittergutsbesitzer und Politiker, MdR
- Czarnecka, Marzena (* 1969), polnische Wirtschaftswissenschaftlerin und Politikerin
- Czarnecki, Jerzy (1924–2007), Überlebender des Holocaust und Kernphysiker
- Czarnecki, Johannes (1882–1925), deutscher Politiker (USPD, KPD)
- Czarnecki, Kazimierz (* 1948), polnischer Gewichtheber
- Czarnecki, Krzysztof (* 1957), polnischer Politiker, Mitglied des Sejm
- Czarnecki, Leszek (* 1962), polnischer Ingenieur, Wirtschaftswissenschaftler und GeschäftsmannLeszek Czarnecki (* 1962)

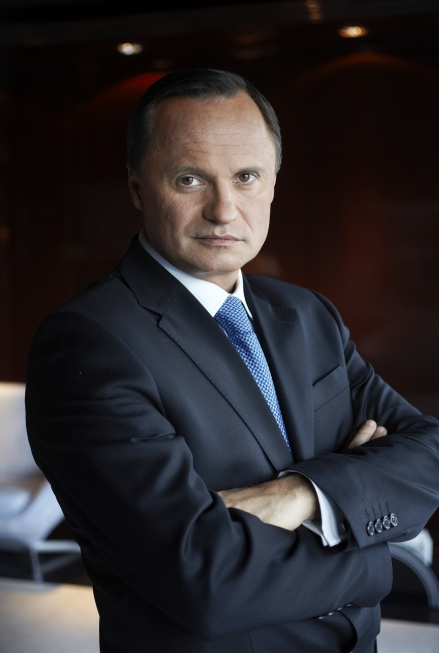
Leszek Czarnecki (* 1962)

- Czarnecki, Michał (* 1988), polnischer Poolbillardspieler
- Czarnecki, Piotr (* 1956), polnischer Politiker, Sejm-Abgeordneter
- Czarnecki, Ryszard (* 1963), polnischer Politiker (PiS) und Mitglied des Europäischen Parlaments
- Czarnecki, Sławomir (* 1949), polnischer Komponist und Musikpädagoge
- Czarnecki, Witold (* 1953), polnischer Politiker, Mitglied des Sejm
- Czarnek, Przemysław (* 1977), polnischer Politiker
- Czarnetzki, Alfred (1937–2013), deutscher Anthropologe
- Czarnetzki, Emmi (1911–1985), deutsche Politikerin (KPD/SED), DFD-Funktionärin
- Czarnetzki, Uwe (* 1959), deutscher Experimentalphysiker
- Czarniawska, Barbara (1948–2024), polnisch-schwedische Organisationsforscherin
- Czarniawski, Bolesław (1898–1961), polnischer Generalleutnant der Polnischen Volksarmee und der Roten Armee
- Czarniecki, Stefan (1599–1665), polnischer General und HetmanStefan Czarniecki (1599–1665)

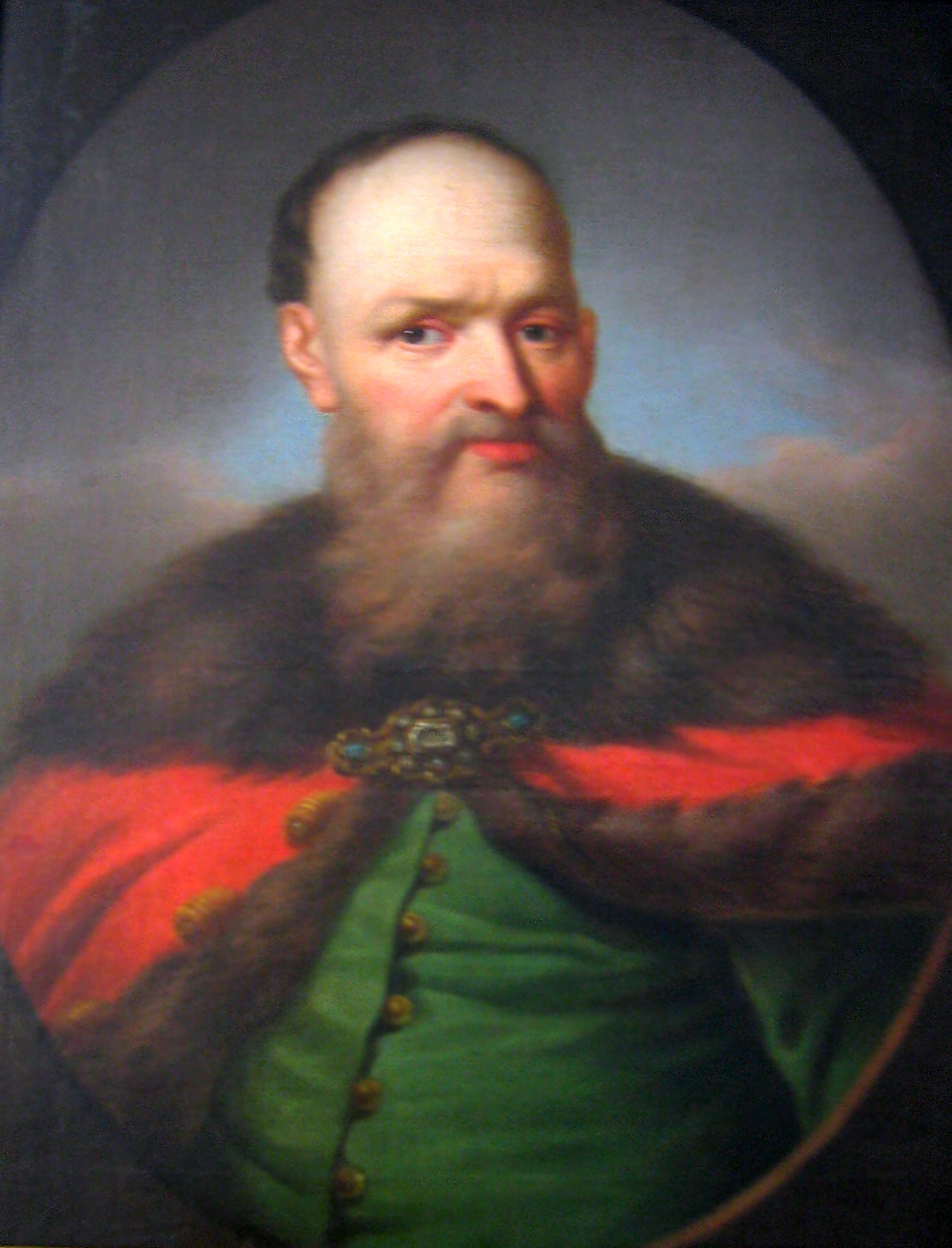
Stefan Czarniecki (1599–1665)

- Czarnik, Austin (* 1992), US-amerikanischer Eishockeyspieler
- Czarnik, Paulina (* 1994), polnische Tennisspielerin
- Czarnik, Robbie (* 1990), US-amerikanischer Eishockeyspieler
- Czarnkowska, Zofia Anna (1660–1701), polnische Magnatin
- Czarnocka, Krystyna (1920–2005), polnische Weberin und Kunsthistorikerin
- Czarnota, Joseph (1925–1968), US-amerikanischer Eishockeyspieler
- Czarnota, Paweł (* 1988), polnischer Schachgroßmeister
- Czarnowieska, Barbara (1954–2007), polnische Bloggerin
- Czarnowski, Bruno (1902–1988), deutscher Politiker (NSDAP), MdR
- Czarnowski, Ortwin (* 1940), deutscher Radrennfahrer
- Czarnowski, Patryk (* 1985), polnischer Volleyballspieler
- Czarnowski, Stefan (1879–1937), polnischer Soziologe und Kulturhistoriker
- Czarnuch, Zbigniew (1930–2024), polnischer Lehrer, Publizist und Heimatkundler
- Czarny, Anat (* 1984), israelische Opernsängerin, Konzertsängerin und Liedsängerin (Mezzosopran)
- Czarny, Marcin († 1509), Maler der Gotik
- Czarske, Jürgen (* 1962), deutscher Elektrotechniker und Messsystemtechniker
- Czarski, Otto (1920–2000), deutscher Schauspieler und Synchronsprecher
- Czarth, Georg (* 1708), böhmischer Violinist und Komponist der Vorklassik
- Czartoryska, Antonina (1728–1746), polnische Magnatin
- Czartoryska, Eleonora (1710–1798), deutsch-polnische Magnatin
- Czartoryska, Izabela (1745–1835), polnische Schriftstellerin und Kunstsammlerin
- Czartoryska, Izabela Elżbieta (1671–1758), polnische Magnatin
- Czartoryska, Konstancja (1695–1759), polnische Fürstin
- Czartoryska, Marcelina (1817–1894), polnische Pianistin, Philanthropin und Förderin der Musik
- Czartoryska, Maria Anna (1768–1854), polnische Adlige und Schriftstellerin
- Czartoryska, Maria Zofia (1699–1771), polnische Fürstin
- Czartoryski, Adam Fürst (1845–1912), deutscher Rittergutsbesitzer und Politiker, MdR
- Czartoryski, Adam Jerzy (1770–1861), russischer Außenminister und Regierungschef der polnischen Revolutionsregierung (1830)Adam Jerzy Czartoryski (1770–1861)

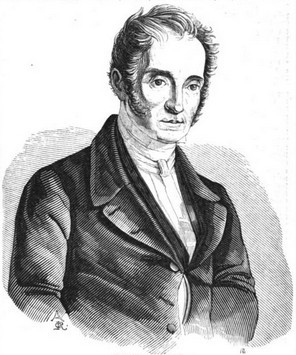
Adam Jerzy Czartoryski (1770–1861)

- Czartoryski, Adam Kazimierz (1734–1823), polnischer Adliger, Thronkandidat, Kunstmäzen, österreichischer Feldmarschall
- Czartoryski, Arkadiusz (* 1966), polnischer Politiker, Mitglied des Sejm
- Czartoryski, August (1858–1893), polnischer Adliger, römisch-katholischer Ordensgeistlicher, Seliger
- Czartoryski, August Aleksander (1697–1782), polnischer Militär
- Czartoryski, Georg Konstantin (1828–1912), galizischer Politiker
- Czartoryski, Idzizlaw (1859–1909), Rittergutsbesitzer und Mitglied des Deutschen Reichstags
- Czartoryski, Kazimierz Florian (1620–1674), polnischer Geistlicher, Bischof von Posen, Włocławek und Gnesen
- Czartoryski, Konstanty Adam (1773–1860), polnischer Offizier
- Czartoryski, Michał Fryderyk (1696–1775), Großkanzler von Litauen
- Czartoryski, Roman (1839–1887), deutscher Politiker, MdR
- Czartoryski, Władysław (1828–1894), polnischer Adliger
- Czarzasty, Włodzimierz (* 1960), polnischer Politiker
- Czarzyńska-Jachim, Magdalena (* 1972), polnische Politikerin
- Czaschel, Tobias († 1681), österreichischer Arzt, Hofmedicus und Dekan der Medizinischen Fakultät in Wien
- Czaska, Leopold (* 1978), österreichischer Squashspieler
- Czasław († 1103), römisch-katholischer Bischof von Krakau
- Czasny, Karl (* 1949), österreichischer Philosoph und Sozialwissenschaftler
- Czaya, Richard (1905–1978), deutscher Schachfunktionär und Schachspieler
- Czayka, Lothar (* 1937), deutscher Ökonom, Systemforscher und Wissenschaftsphilosoph
- Czaykowski, Stanisław (1899–1933), polnischer Automobilrennfahrer
- Czaykowski, Władysław Wiktor (1844–1917), polnischer Politiker und Gutsbesitzer
- Czaykowszki, Evarist Ritter von (1858–1934), katholischer Priester und Kanoniker

### Czc
- Czcibor, Sohn des polanischen Fürsten Siemomysl

### Cze
- Czebe, Attila (* 1975), ungarischer Schachmeister
- Czech, Andreas (* 1981), österreichischer Handballspieler
- Czech, Bronisław (1908–1944), polnischer Skisportler
- Czech, Christopher (* 1989), deutscher Kanute
- Czech, Danuta (1922–2004), polnische Autorin
- Czech, Emil (1862–1929), österreichischer Maler
- Czech, Erich (1890–1966), österreichischer Journalist
- Czech, Hans-Jörg (* 1966), deutscher Kunsthistoriker
- Czech, Hermann (* 1936), österreichischer ArchitektHermann Czech (* 1936)

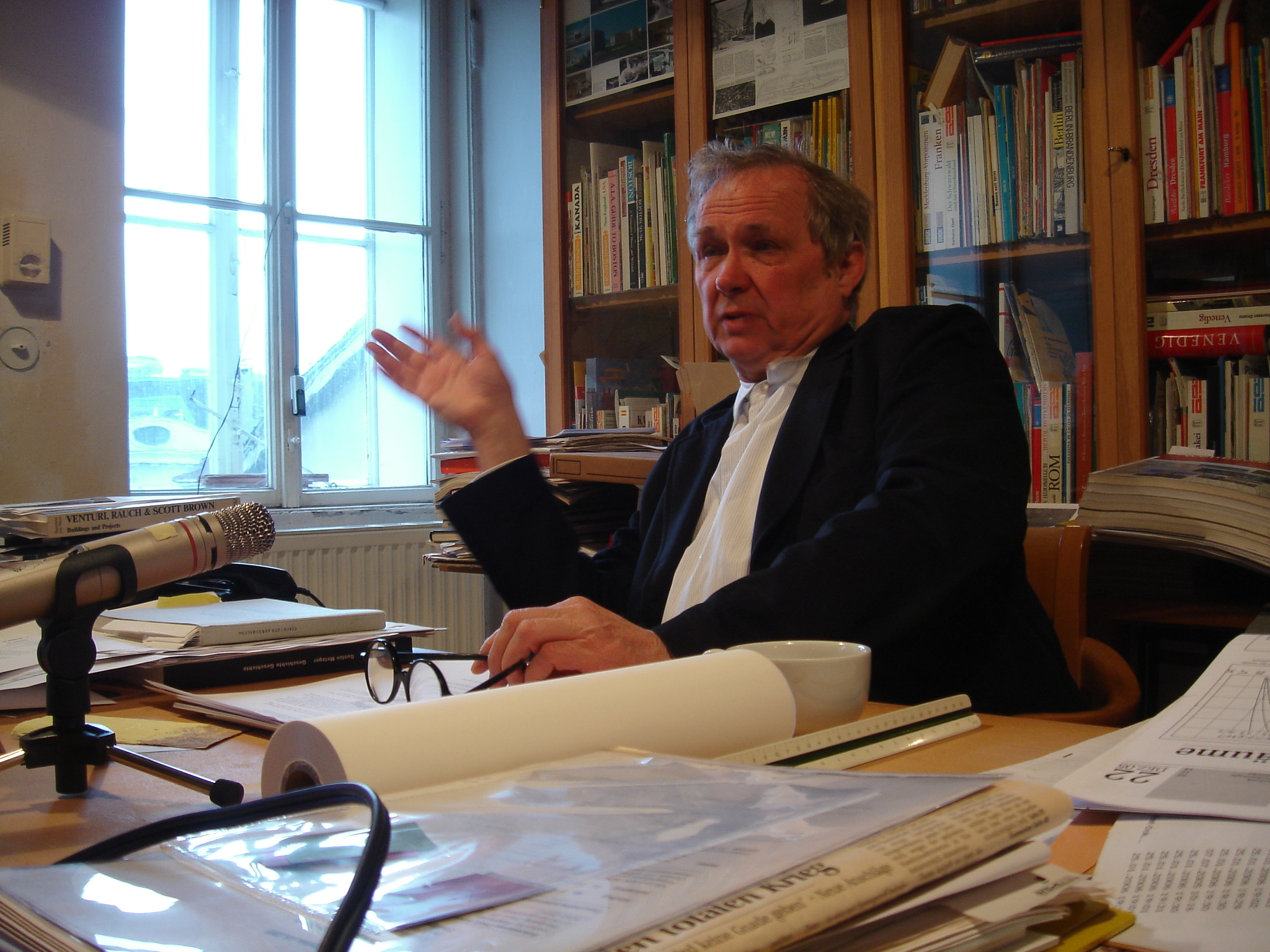
Hermann Czech (* 1936)

- Czech, Herwig (* 1974), österreichischer Medizinhistoriker
- Czech, Josef (* 1891), sudetendeutscher Jurist und Landrat
- Czech, Ludwig (1870–1942), tschechoslowakischer Politiker und NS-Opfer
- Czech, Matthias (* 1975), deutscher Politiker (SPD), MdHB
- Czech, Natalie (* 1976), deutsche Künstlerin und Hochschullehrerin
- Czech-Blasel, Rita (1932–2023), deutsche Skilangläuferin
- Czech-Kuckhoff, Ilse (1908–1982), deutsche Schriftstellerin
- Czech-Winkelmann, Susanne, deutsche Ökonomin
- Czechenherz, Arnošt Czech (1878–1951), tschechischer Schriftsteller, Poet, Dramatiker und Übersetzer
- Czechowic, Marcin († 1613), Vertreter des polnischen Unitarismus
- Czechowicz, Józef (1903–1939), polnischer Schriftsteller
- Czechowicz, Konstantyn (1847–1915), ukrainischer griechisch-katholischer Bischof
- Czechowicz, Szymon († 1775), polnischer Maler
- Czechowicz, Tomasz (* 1970), polnischer Unternehmer und Investor
- Czechowski, Heinz (1935–2009), deutscher Lyriker und Dramaturg
- Czechowski, Michael Belina (1818–1876), erster adventistischer Missionar in Europa
- Czechowski, Zenon (1946–2016), polnischer Radrennfahrer
- Czechpauer, Johann Paul, Bildhauer, Steinmetz und Holzschnitzer des Barock
- Czechtitzki, Carl (1759–1813), österreichischer Theaterschauspieler und Dramatiker
- Czechyra, Czesław (* 1954), polnischer Politiker, Mitglied des Sejm
- Czecz, János (1822–1904), österreichischer Militärtechniker, Offizier und ungarischer Freiheitskämpfer
- Czeczot, Jan (1796–1847), polnischer Schriftsteller und Ethnograph
- Czeczot, Ursula (1917–1980), deutsche Kunstwissenschaftlerin, MdV
- Czeczott, Albert (1873–1955), russisch-polnischer Ingenieur und Dampflokomotiv-Experte
- Czedekowski, Jan Bolesław (1885–1969), österreichischer Porträt- und Kriegsmaler
- Czedik von Bründlsberg und Eysenberg, Alois (1830–1924), österreichischer Eisenbahndirektor, Lehrer, Offizier und Politiker, Landtagsabgeordneter
- Czegka, Bertha (1880–1954), österreichische Karikaturistin, Illustratorin und Malerin
- Czeguhn, Ignacio (* 1966), deutscher Jurist und Hochschullehrer
- Czeguhn, Klaus (* 1935), deutscher Ingenieur und Manager
- Czéh, Alexander (1876–1955), deutscher Verwaltungsbeamter und Landrat
- Czeija, Karl August (1843–1909), österreichischer Unternehmer
- Czeija, Oskar (1887–1958), österreichischer Rundfunkpionier
- Czeike, Felix (1926–2006), österreichischer Historiker
- Czeike, Heinz, deutscher Kinderdarsteller, Schauspieler und Hörspielsprecher
- Czeike, Helga (1928–2014), österreichische Historikerin
- Czeipek, Wolfgang (* 1941), österreichischer Dirigent und Musikpädagoge
- Czeitschner, Moritz (1880–1972), österreichischer Angestellter und Politiker, Landtagsabgeordneter
- Czeizel, Endre (1935–2015), ungarischer Arzt und Genforscher
- Czeizler, Lajos (1893–1969), ungarischer Fußballtrainer
- Czejarek, Karol (* 1939), polnischer Germanist, Übersetzer und Hochschulprofessor
- Czejka, Leopold (1903–1945), österreichischer Fußballspieler
- Czejke, Peter (* 1943), österreichischer Schauspieler, Hörspielsprecher und Lehrer
- Czekaj, Chris (* 1985), walisischer Rugbyspieler
- Czekalla, Barbara (* 1951), deutsche Volleyballspielerin
- Czekalla, Kurt (1930–2002), deutscher Sportschütze
- Czekalla, Sven (* 1983), deutscher Politiker (CDU), MdL
- Czekanowski, Aleksander (1833–1876), polnisch-russischer Geologe
- Czekanowski, Jan (1882–1965), polnischer Anthropologe und Ethnologe
- Czekanski, James P. (1946–2012), US-amerikanischer Offizier, Generalmajor der US Air Force
- Czekay, Christa (1944–2017), deutsche Leichtathletin
- Czeke, Harry (* 1961), deutscher Politiker (Die Linke), MdL
- Czekelius, Otto (1895–1974), rumänischer Architekt
- Czell, Dora (* 1947), österreichische Malerin und Kunsterzieherin
- Czellitzer, Arthur (1871–1943), deutscher Arzt
- Czellnik, Katja (* 1966), deutsche Musiktheaterregisseurin und Lehrbeauftragte an der Berliner Universität der Künste
- Czemerys, Eva (1940–1996), russisch-italienische Schauspielerin
- Czeminski, Franz (1876–1945), deutscher Politiker (SPD), Opfer des Nationalsozialismus
- Czempiel, Christa (1925–2007), deutsche Politikerin (SPD), MdB
- Czempiel, Ernst-Otto (1927–2017), deutscher Politikwissenschaftler und Autor
- Czempiel, Norbert (* 1936), deutscher Fußballspieler
- Czempik, Carola (* 1958), deutsche Malerin und Bildhauerin
- Czempin, Arnold (1887–1974), deutscher Schauspieler der Stummfilmzeit und Doktor der Philosophie
- Czene, Attila (* 1974), ungarischer Schwimmer
- Czene, Zsuzsa (* 1980), ungarische Biathletin
- Czenia, Markus (* 1972), deutscher Schlagzeuger und Musiker
- Czenki, Margit (* 1941), deutsche Regisseurin, Filmeditorin, Kamerafrau und Installationskünstlerin
- Czepa, Friedl (1898–1973), österreichische Schauspielerin
- Czepa, Oskar (1926–2024), österreichischer Modellflieger und Modellflugzeugkonstrukteur
- Czepek, Caterina (* 1961), österreichische Kostümbildnerin
- Czepelak, Carl (1852–1893), böhmischer Jurist und Maler
- Czepko, Daniel von (1605–1660), deutscher Dichter und Dramatiker
- Czepl, Susanne (* 1959), österreichische Schauspielerin und Kabarettistin
- Czepuck, Harri (1927–2015), deutscher Journalist und SED-Funktionär, Vorsitzender des Journalistenverbandes der DDR
- Czepułkowski, Jan (1930–2016), polnischer Gewichtheber
- Czerapowicz, Christopher (* 1991), schwedisch-US-amerikanischer Basketballspieler
- Czeratzki, Walter (1912–1978), deutscher Acker- und Pflanzenbauwissenschaftler
- Czerbniak, Jerzy (* 1947), polnischer Sprinter
- Czerczuk, Elizabeth, polnisch-französische Schauspielerin, Tänzerin, Regisseurin und Theaterleiterin
- Czeremnych, Christian (* 1990), deutscher Schauspieler
- Czeresko, Deborah (* 1961), US-amerikanische Glasbläserin
- Czereszewski, Sylwester (* 1971), polnischer Fußballspieler
- Czerkas, Stephen A. (1951–2015), US-amerikanischer Paläontologe und Bildhauer
- Czerkawski, Mariusz (* 1972), polnischer EishockeyspielerMariusz Czerkawski (* 1972)

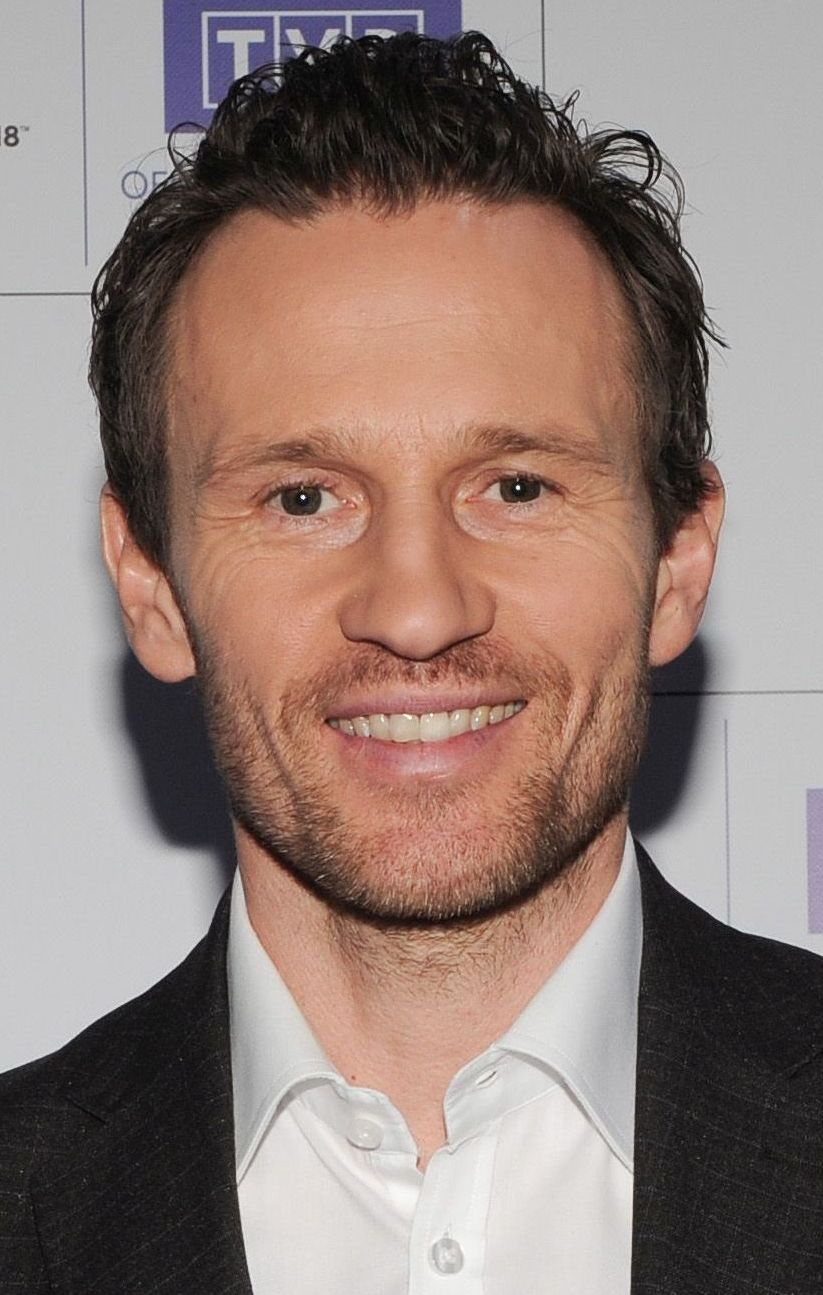
Mariusz Czerkawski (* 1972)

- Czerkawski, Piotr (* 1989), polnischer Filmkritiker und Journalist, Mitglied der Europäischen Filmakademie
- Czerkus, Heinrich (1894–1945), deutscher Widerstandskämpfer gegen den NS
- Czermack, Reginald (1847–1929), böhmisch-österreichischer Unternehmer und Feuerwehrpionier
- Czermak, Emmerich (1885–1965), österreichischer Politiker (CSP), Landtagsabgeordneter
- Czermak, Franz (1896–1960), sudetendeutscher Lehrer und Kommunalpolitiker
- Czermak, Friedrich (1890–1960), österreichischer Geologe
- Czermak, Fritz (1894–1966), deutscher Politiker (GB/BHE, FDP), MdL, MdB
- Czermak, Gerhard (* 1942), deutscher Jurist
- Czermak, Hans (1892–1975), österreichischer HNO-Arzt und NS-Funktionär
- Czermak, Hans (1913–1989), österreichischer Kinderarzt
- Czermak, Johann (1896–1928), deutscher Pilot, Offizier, Jagdflieger und Waffenschmuggler
- Czermak, Johann Nepomuk (1828–1873), österreichischer Physiologe und Begründer der Laryngoskopie
- Czermak, Joseph (1825–1872), böhmischer Psychiater
- Czermak, Joseph Julius (1799–1851), österreichischer Arzt, Physiologe und Anatom
- Czermak, Paul (1857–1912), österreichischer Hochschullehrer, Professor für Physik
- Czermak, Stefan (* 1948), polnischer Violinist
- Czermak, Ulrich (* 1967), deutscher Moderner Fünfkämpfer
- Czermak, Wilhelm (1856–1906), österreichischer Augenarzt
- Czermak, Wilhelm (1889–1953), österreichischer Ägyptologe und Hochschullehrer
- Czerneda, Julie E. (* 1955), kanadische Science-Fiction- und Fantasy-Autorin
- Czerner, Dorota (* 1966), polnische Schriftstellerin
- Czerner, Eduard (1883–1941), österreichisches Opfer der Shoa
- Czerner, Gisela (1885–1941), österreichisches Opfer der Shoa
- Czerner, Markus (* 1984), deutscher Autor, Vortragsredner und Hochschuldozent
- Czernetz, Karl (1910–1978), österreichischer Politiker (SPÖ), Abgeordneter zum Nationalrat
- Czernetz, Margit (1910–1996), österreichische Politikerin (SPÖ) und Widerstandsaktivistin
- Czernetzki, Roselind (* 1937), deutsche Gebrauchsgrafikerin und Ausstellungsgestalterin
- Czerney, Andreas (* 1967), deutscher Lied- und Oratoriensänger
- Czerni, Krystyna (* 1957), polnische Kunstkritikerin und Kunsthistorikerin
- Czerniak, Jan (1906–1999), polnischer römisch-katholischer Geistlicher, Weihbischof in Gniezno
- Czerniak, Konrad (* 1989), polnischer Schwimmer
- Czerniak, Moshe (1910–1984), israelischer Schachmeister
- Czerniak, Sylwia (* 1971), deutsche Basketballspielerin
- Czerniaków, Adam (1880–1942), polnischer Ingenieur, Vorsitzender des Ältestenrates im Warschauer GhettoAdam Czerniaków (1880–1942)

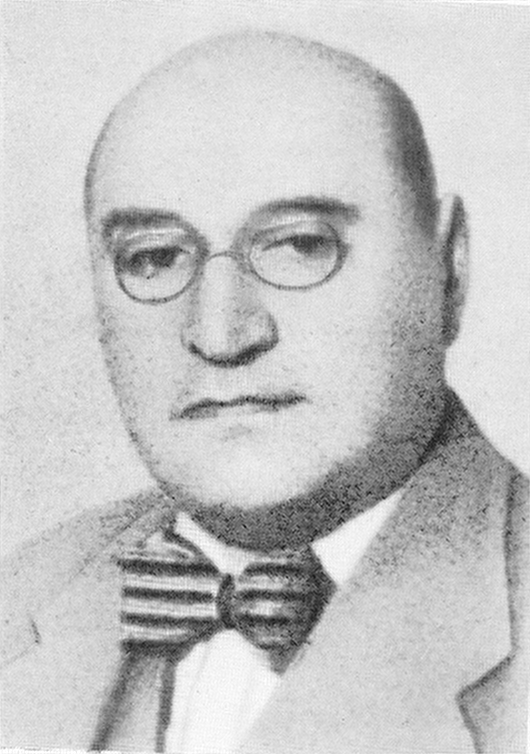
Adam Czerniaków (1880–1942)

- Czerniakowska-Reinecke, Jekaterina Georgijewna (1892–1942), russische bzw. sowjetische Botanikerin und Systematikerin
- Czerniatynski, Alexandre (* 1960), belgischer Fußballspieler und -trainer
- Czerniawska-Pęksa, Józefa (* 1937), polnische Skilangläuferin
- Czernich, Dietmar (* 1968), österreichischer Jurist, Rechtsanwalt und Professor
- Czernicky, Franz (1902–1973), österreichischer Fußballspieler und -trainer
- Czerniewicz, Stanislaw (1728–1785), Generalvikar der Societas Jesu (Jesuitenorden)
- Czernik, Willy (1901–1996), deutscher Operetten- und Filmkomponist
- Czernin von Chudenitz, Diwisch († 1621), böhmischer Adeliger
- Czernin von Chudenitz, Franz Joseph (1697–1733), böhmischer Adliger, k. k. Kämmerer, Erbmundschenk und Obersthoflehenrichter
- Czernin von Chudenitz, Hermann (1576–1651), böhmisch-österreichischer Diplomat und Soldat
- Czernin von Chudenitz, Hermann Jakob (1659–1710), böhmischer Adliger und österreichischer Diplomat
- Czernin von Chudenitz, Humprecht (1570–1632), böhmischer Adliger
- Czernin von Chudenitz, Humprecht Johann (1628–1682), österreichischer Diplomat
- Czernin von Chudenitz, Theobald Martin († 1755), kaiserlicher General der Kavallerie
- Czernin von und zu Chudenitz, Eugen (1851–1907), österreichischer Politiker
- Czernin von und zu Chudenitz, Eugen Jaromir Franz (1851–1925), österreichischer Politiker
- Czernin von und zu Chudenitz, Eugen Karl (1796–1868), österreichisch-böhmischer Historiker und Topograph, Großgrundbesitzer und Industrieller
- Czernin von und zu Chudenitz, Franz Jaromir Eugen (1857–1932), tschechischer Großgrundbesitzer
- Czernin von und zu Chudenitz, Johann Rudolf (1757–1845), österreichischer Verwaltungsbeamter, Kunstsammler
- Czernin, Franz Josef (* 1952), österreichischer Dichter
- Czernin, Hubertus (1956–2006), österreichischer Journalist und Verleger
- Czernin, Johannes Bartholomäus (* 1990), österreichischer Opern- und Konzertsänger (Tenor) sowie Librettist und (Opern-)Regisseur
- Czernin, Manfred (1913–1962), britischer Offizier österreichischer Herkunft, Kommandeur der 17. Staffel der Royal Air Force
- Czernin, Monika (* 1965), österreichische Autorin und Filmemacherin
- Czernin, Otto (1875–1962), österreichisch-ungarischer Diplomat
- Czernin, Ottokar (1872–1932), österreichischer Diplomat und Politiker, Abgeordneter zum Nationalrat
- Czernin, Peter (1932–2016), österreichischer Architekt
- Czernin, Peter (* 1966), britischer Filmproduzent
- Czernits, Ignaz (1814–1896), österreichischer Sänger, Theaterschauspieler und -leiter
- Czernitz-Renn, Poldi (1878–1955), österreichische Theater- und Filmschauspielerin
- Czernohorszky, Jürgen (* 1977), österreichischer Politiker (SPÖ), Landtagsabgeordneter, Gemeinderat und amtsführender StadtratJürgen Czernohorszky (* 1977)

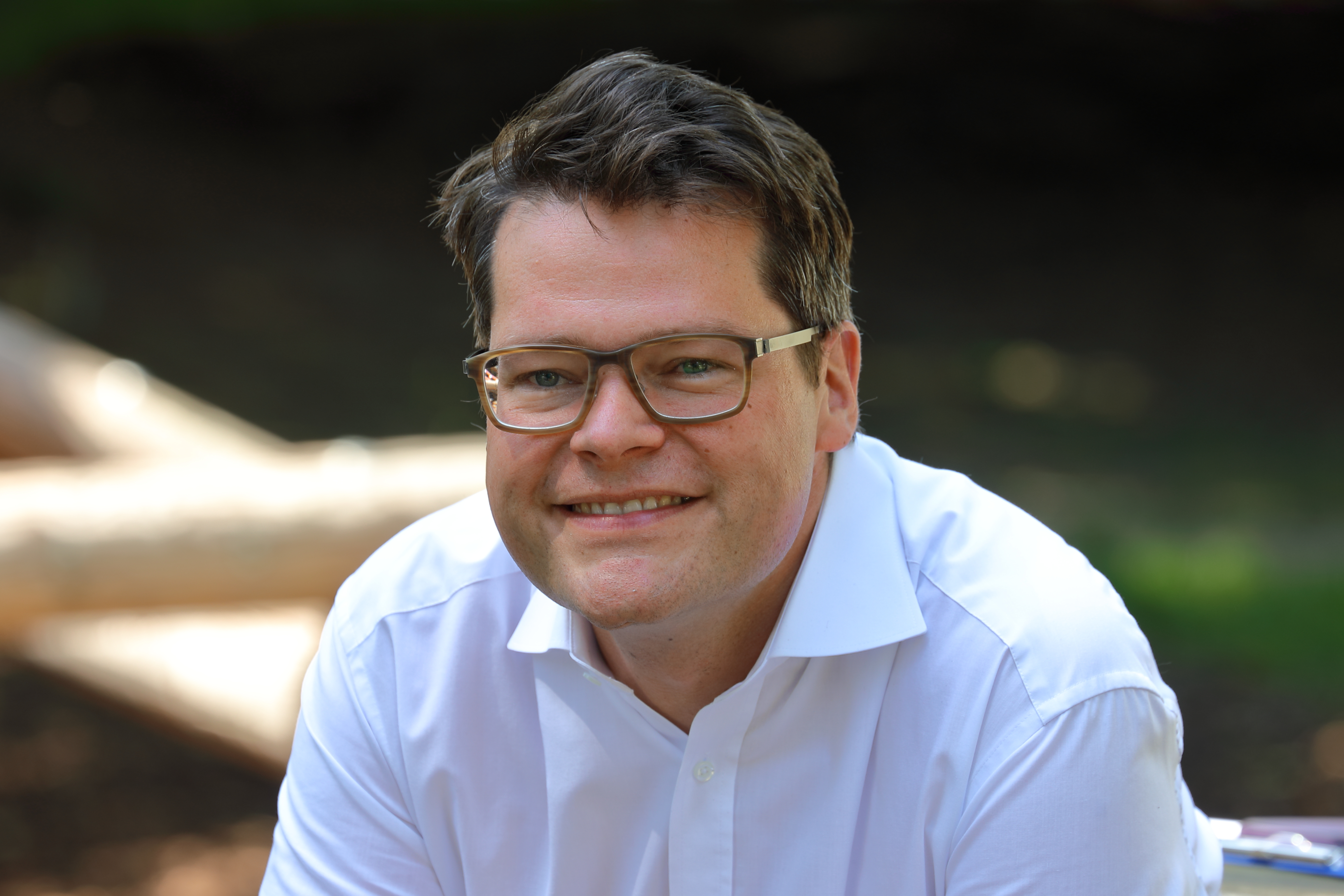
Jürgen Czernohorszky (* 1977)

- Czernohous, Marlon (* 1989), deutscher Eishockeyspieler
- Czernotzky, Ernst (1869–1939), österreichischer Stilllebenmaler tschechischer Abstammung
- Czernotzky, Peter (* 1947), deutscher Fußballspieler
- Czernowin, Chaya (* 1957), israelische Komponistin
- Czernuska, Klaus (1943–2015), deutscher Diplom-Verwaltungswirt (FH) und Kommunalpolitiker
- Czerny, Adalbert (1863–1941), deutscher Kinderarzt
- Czerny, Alois (1847–1917), deutschmährischer Volkskundler
- Czerny, Anna (1902–1992), österreichische Politikerin (SPÖ), Landtagsabgeordnete, Abgeordnete zum Nationalrat
- Czerny, Carl (1791–1857), österreichischer Komponist, Pianist und Klavierpädagoge
- Czerny, Felix (1919–1994), österreichischer Schauspieler
- Czerny, Felix (* 1984), deutscher Basketballtrainer
- Czerny, Friedrich (1923–2000), österreichischer Bauingenieur
- Czerny, Henry (* 1959), kanadischer SchauspielerHenry Czerny (* 1959)

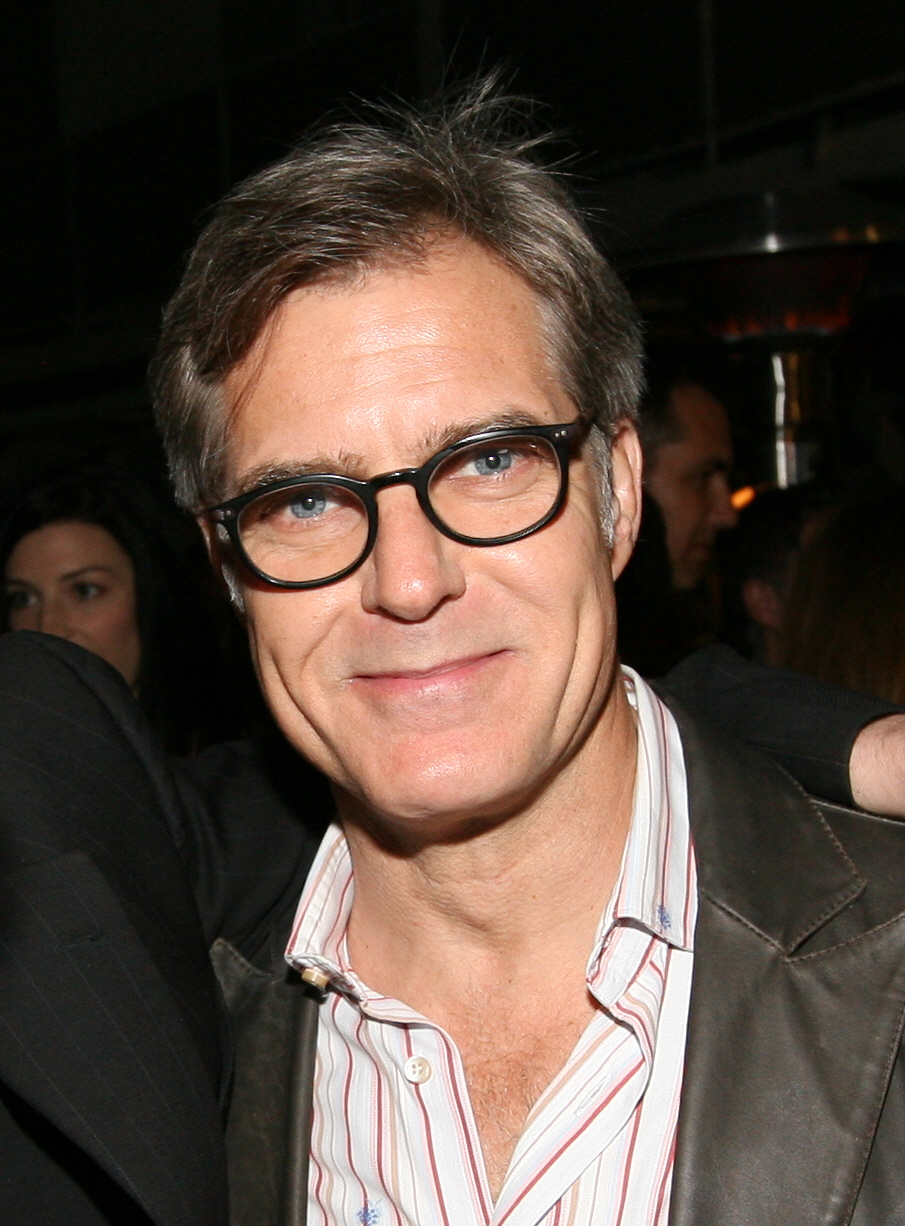
Henry Czerny (* 1959)

- Czerny, Horst (1926–1996), deutscher Journalist und Schriftsteller
- Czerny, Ingrid (* 1932), deutsche Opernsängerin (Koloratursopran)
- Czerny, Joseph (1785–1831), österreichischer Klavierpädagoge, Verleger und Komponist
- Czerny, Leander (1859–1944), österreichischer Insektenforscher, Dipterologe, Abt von Kremsmünster
- Czerny, Ludwig (1887–1941), deutscher Filmregisseur und Filmproduzent
- Czerny, Marianus (1896–1985), deutscher Physiker
- Czerny, Michael (* 1946), tschechischer römisch-katholischer Ordensgeistlicher und Kurienkardinal
- Czerny, Peter (1929–2011), deutscher Musikwissenschaftler, Publizist und sozialistisch-humanistischer Kulturfunktionär
- Czerny, Rudolf (* 1879), deutscher Maler und Illustrator
- Czerny, Siegfried (1889–1979), deutscher Maler
- Czerny, Viktor (1896–1945), Forstmeister in Tirol
- Czerny, Vincenz (1842–1916), deutscher ChirurgVincenz Czerny (1842–1916)

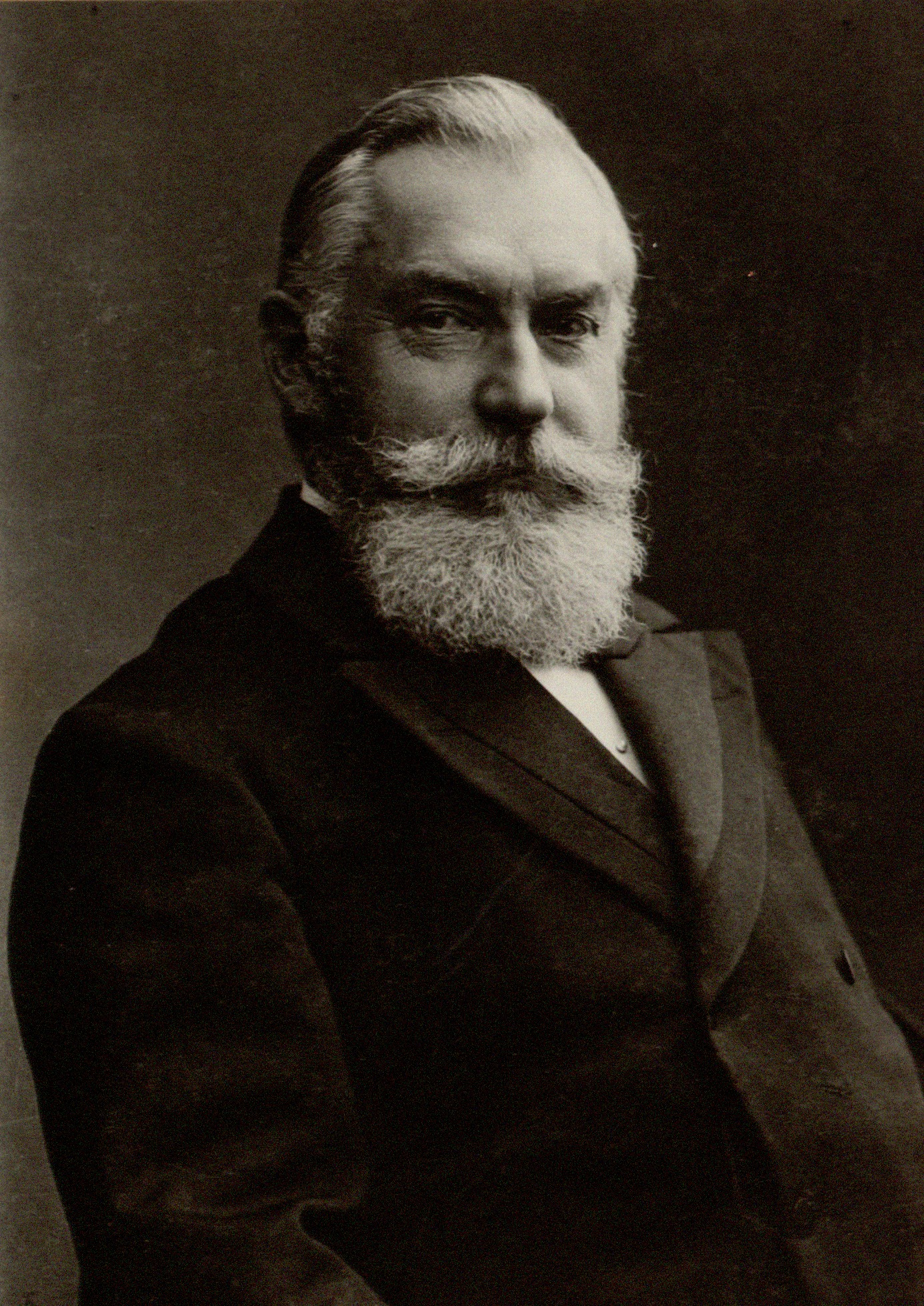
Vincenz Czerny (1842–1916)

- Czerny-Stefańska, Halina (1922–2001), polnische Pianistin
- Czerpien, Karl (1878–1947), Schweizer Maler, Zeichner und Karikaturist
- Czerski, Alexander (1920–1986), polnisch-israelischer Schriftsteller
- Czertowicz, Oskar (* 2006), polnischer Handballspieler
- Czerwenka, Josef (1918–1987), österreichischer Politiker (SPÖ); Bundesrat
- Czerwenka, Oskar (1924–2000), österreichischer Opernsänger (Bass)
- Czerwenka, Rudi (1927–2017), deutscher Schriftsteller
- Czerwensky, Gerhard (1920–2003), deutscher Wirtschaftsjournalist
- Czerweny von Arland, Franz (1848–1921), österreichischer Industrieller
- Czerweny von Arland, Viktor (1877–1956), österreichischer Erfinder und Industrieller
- Czerwick, Edwin (* 1951), deutscher Politikwissenschaftler
- Czerwiec, Ryszard (* 1968), polnischer Fußballspieler
- Czerwińska, Anna (1949–2023), polnische Alpinistin
- Czerwińska, Teresa (* 1974), polnische Wirtschaftswissenschaftlerin
- Czerwiński, Adam (* 1988), polnischer Leichtathlet
- Czerwinski, Alexander (* 1969), deutscher Judoka und Sumo-Ringer
- Czerwinski, Andreas (* 1966), deutscher Flottillenadmiral der Bundeswehr
- Czerwiński, Andrzej (* 1954), polnischer Politiker, Mitglied des Sejm
- Czerwinski, Horst (* 1922), deutscher SS-Unterscharführer, Kriegsverbrecher
- Czerwiński, Janusz (* 1936), polnischer Handballspieler und -trainer, Sportfunktionär und Universitätsprofessor
- Czerwinski, Maximilian (* 1998), deutscher Dartspieler
- Czerwinski, Peter (1944–2021), deutscher Germanist
- Czerwiński, Przemysław (* 1983), polnischer Stabhochspringer
- Czerwonski, Erich (1889–1940), deutscher Filmarchitekt
- Czesak, Edward (* 1951), polnischer Politiker, Mitglied des Sejm
- Czeschin, Tommy (* 1979), US-amerikanischer Snowboarder
- Czeschka, Carl Otto (1878–1960), österreichisch-deutscher Grafiker und MalerCarl Otto Czeschka (1878–1960)

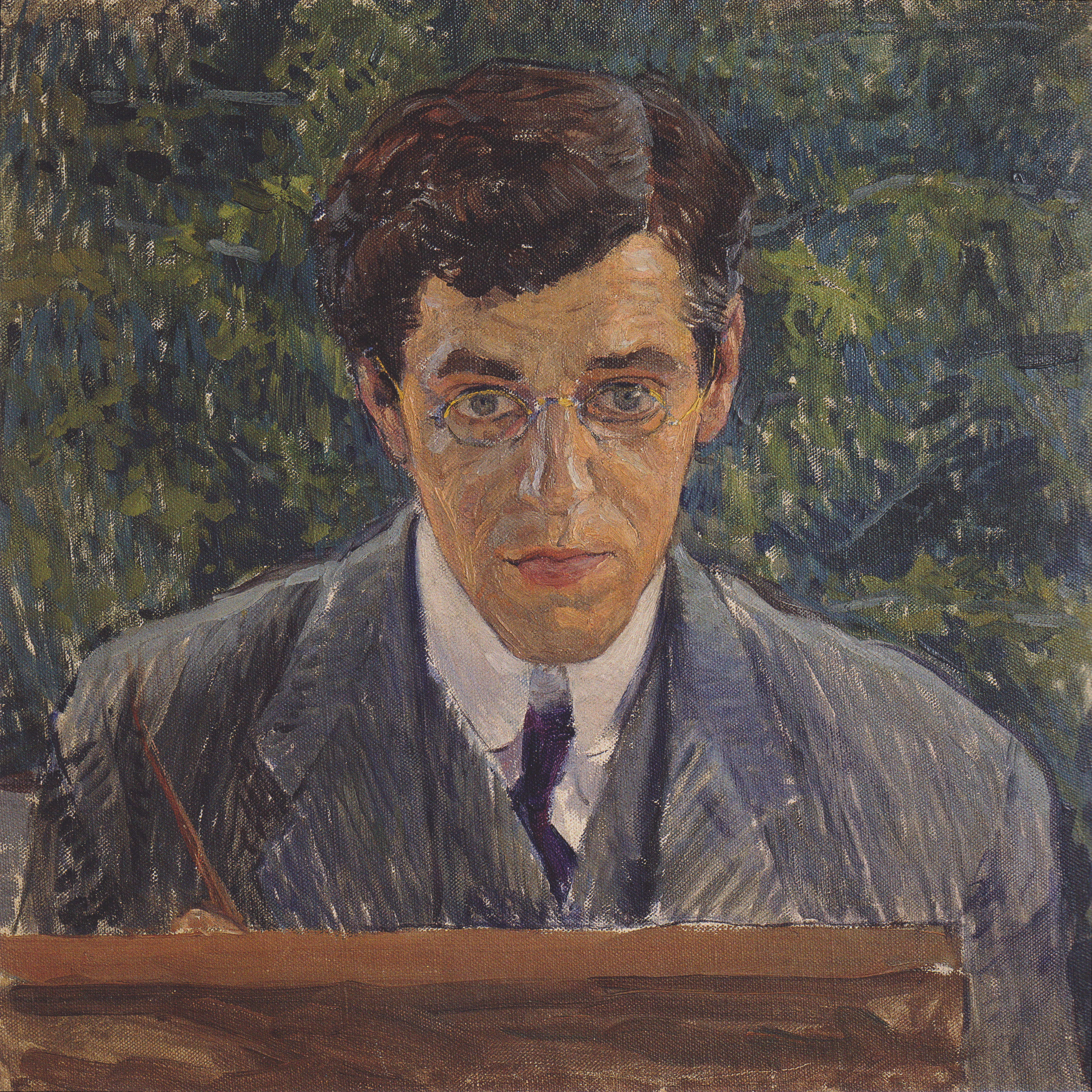
Carl Otto Czeschka (1878–1960)

- Czeschka, Marta (1887–1951), Gestalterin
- Czeslik, Oliver (* 1964), deutscher Dramatiker, Drehbuchautor, Produzent und Creator
- Cześnik, Maria (* 1977), polnische Triathletin
- Czettel, Adolf (1924–1988), österreichischer Politiker (SPÖ), Landtagsabgeordneter, Abgeordneter zum Nationalrat, Mitglied des Bundesrates
- Czettel, Hans (1923–1980), österreichischer Politiker (SPÖ), Landtagsabgeordneter, Abgeordneter zum Nationalrat
- Czettel, Ladislaus (1895–1949), ungarischer Modeschöpfer und Kostümbildner
- Czettritz und Neuhaus, Emil von (1801–1887), preußischer Generalleutnant
- Czettritz und Neuhaus, George Ernst von (1714–1795), preußischer Landrat
- Czettritz und Neuhaus, George Oswald von (1726–1798), preußischer Landrat
- Czettritz und Neuhaus, Karl Heinrich von (1773–1865), preußischer Generalmajor
- Czettritz, Emanuel Ernst Albrecht von (1729–1798), preußischer Generalmajor
- Czettritz, Ernst Heinrich von (1713–1782), preußischer Generalleutnant
- Czettritz, Georg Oswald von (1728–1796), preußischer Offizier, zuletzt preußischer General der Kavallerie
- Czettritz, Holm von (1939–2017), deutscher Maler und Grafiker
- Czettritz, Wilhelm Hans Ernst von (* 1750), preußischer Marschkommissar und Landrat
- Czettritz, Wolfgang von (1897–1943), deutscher Offizier, paramilitärischer Aktivist und Opfer des NS-Regimes
- Czetwertyński, Seweryn (1873–1945), russisch-polnischer Politiker
- Czeżowski, Tadeusz (1889–1981), polnischer Philosoph

### Czi
- Czibor, Zoltán (1929–1997), ungarischer FußballspielerZoltán Czibor (1929–1997)

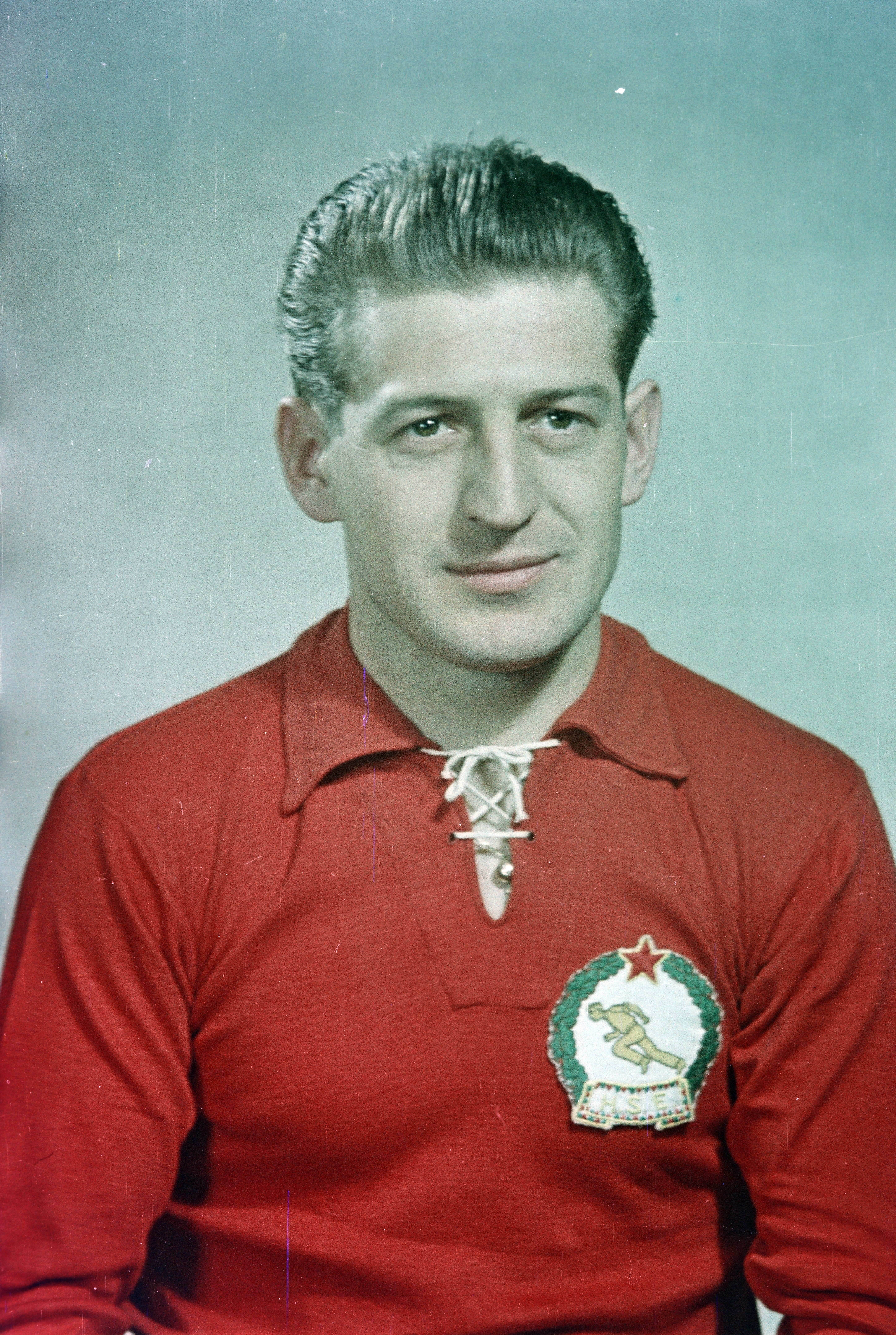
Zoltán Czibor (1929–1997)

- Czibulka, Alfons (1842–1894), österreichischer Komponist und Kapellmeister
- Czibulka, Alfons von (1888–1969), österreichisch-deutscher Schriftsteller und Maler
- Czibulka, Claudius (1862–1931), österreichischer General im Ersten Weltkrieg
- Czibulka, Hubert von (1842–1914), österreichischer Generalfeldzeugmeister
- Czich, John (* 1952), kanadischer Badmintonspieler
- Czichon, Eberhard (1930–2020), deutscher Historiker
- Czichon, Günther (* 1930), deutscher Politiker (SPD), MdBB, Bremer Senator
- Czichon, Joachim (* 1952), deutscher Maler und Bildhauer
- Czichon, Rainer (* 1961), deutscher Vorderasiatischer Archäologe
- Czichos, Dieter (* 1938), deutscher Fußballspieler
- Czichos, Horst (* 1937), deutscher Ingenieur, Physiker und Hochschullehrer
- Czichos, Rafael (* 1990), deutscher Fußballspieler
- Czichowski, Dieter (* 1938), deutscher Tischtennisspieler
- Czichowski, Günter (1942–2022), deutscher Mathematiker und ehemaliger Fußballspieler
- Czichowsky, Anne (* 1981), deutsche Jazzsängerin
- Czidlik, Hans (1909–1969), österreichischer Politiker (SPÖ), Landtagsabgeordneter
- Czienskowski, Paulina (* 1988), deutsche Autorin und freie JournalistinPaulina Czienskowski (* 1988)

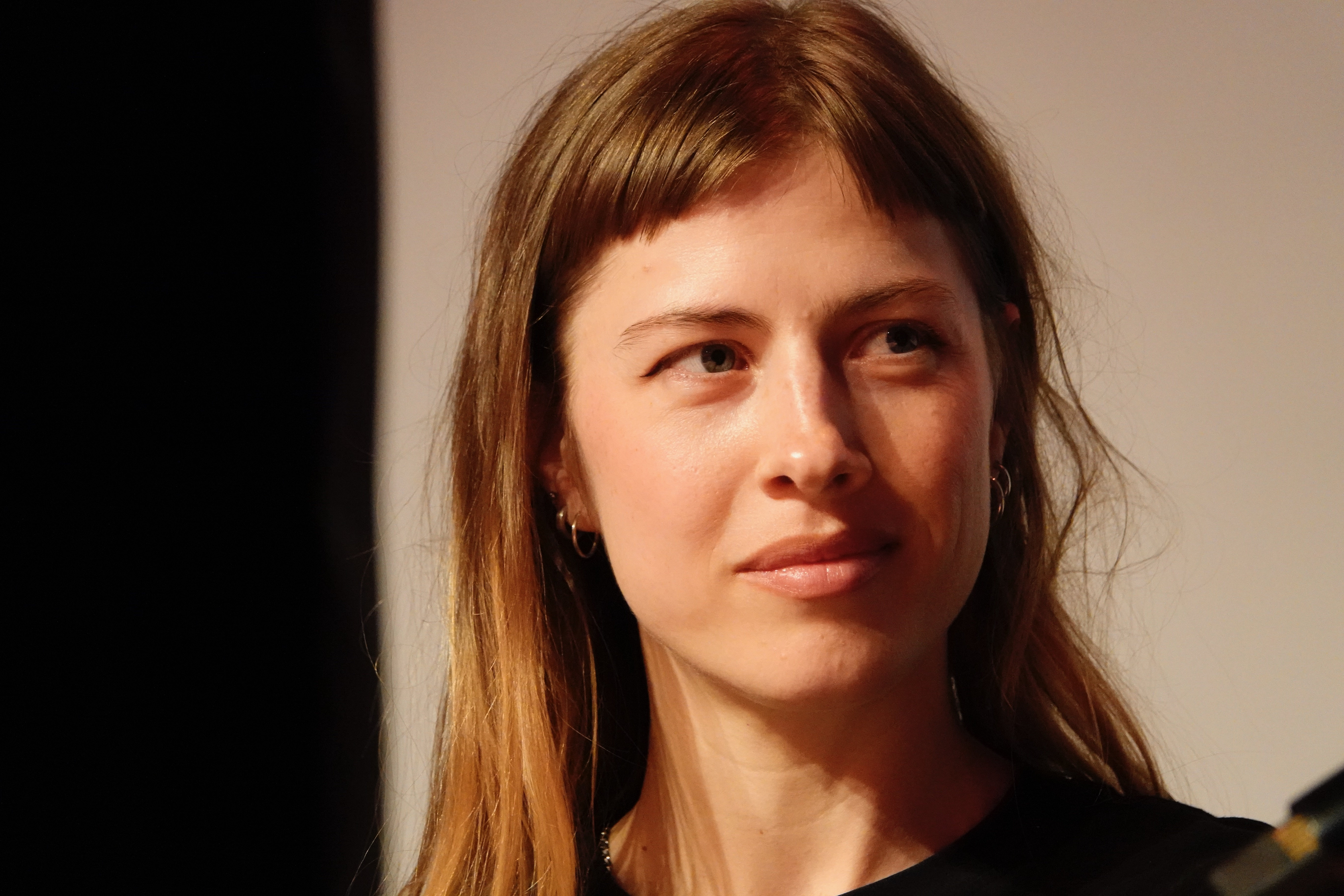
Paulina Czienskowski (* 1988)

- Czieschowitz, Jürgen (* 1944), deutscher Fußballspieler
- Cziesielski, Erich (* 1938), deutscher Bauingenieur
- Cziesla, Jürgen (1931–2011), deutscher Schauspieler und Hörspielsprecher
- Cziesla, Wolfgang (* 1955), deutscher Schriftsteller und Literaturwissenschaftler
- Czieslik, Franz Robert (* 1965), deutscher Bildhauer und Künstler
- Cziffra, Géza von (1900–1989), ungarischer Filmregisseur und Drehbuchautor
- Cziffra, György (1921–1994), ungarisch-französischer PianistGyörgy Cziffra (1921–1994)

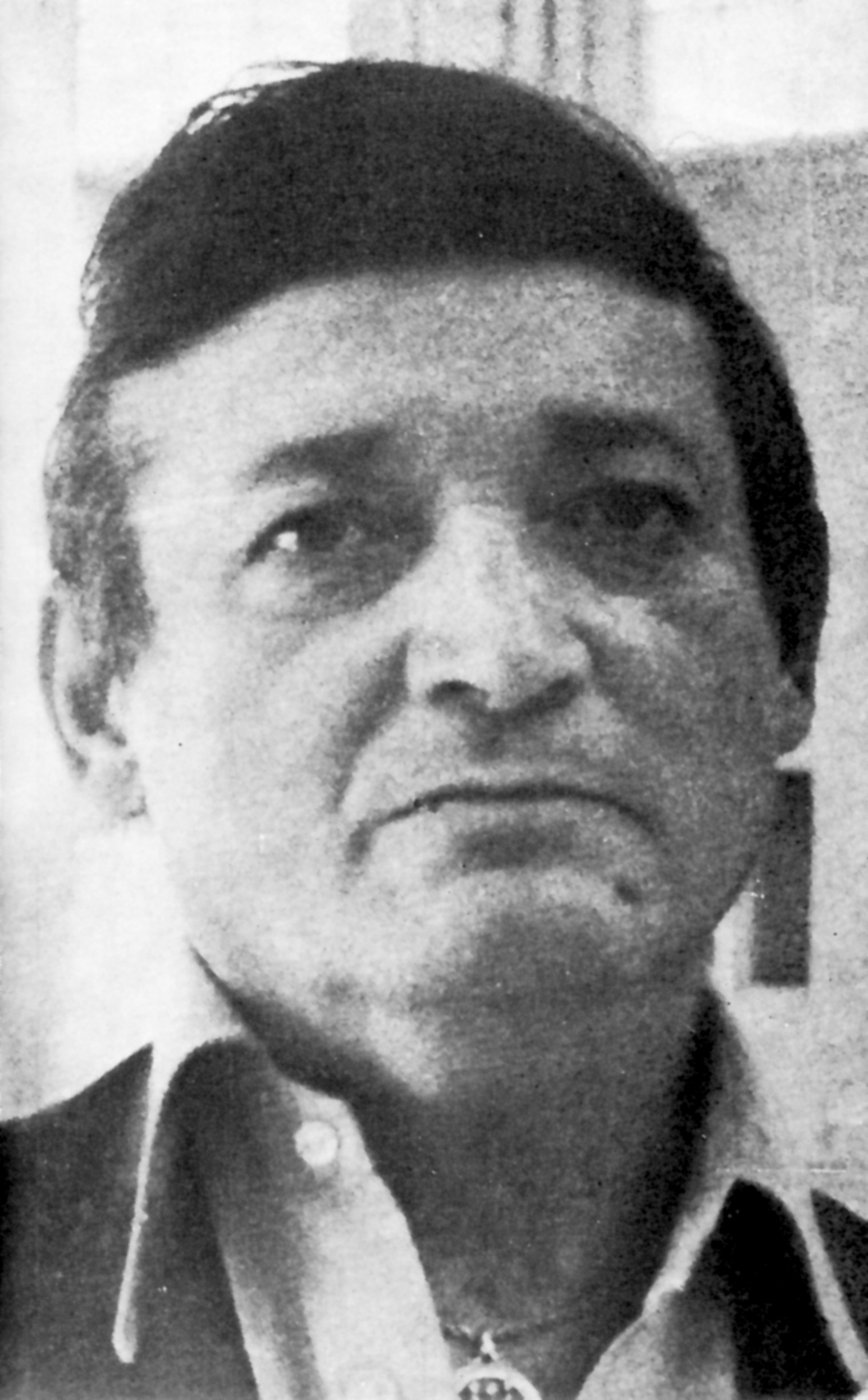
György Cziffra (1921–1994)

- Cziffra, Zoltán (* 1942), ungarischer Leichtathlet
- Czifra, János (* 1951), ungarischer Domkapellmeister
- Czifra, Kathalin (* 1972), ungarische Biathletin
- Czifra, Zsuzsa (* 1984), ungarische Badmintonspielerin
- Czigan, Johann Georg, Mitglied der Fruchtbringenden Gesellschaft
- Czigan, Johann Georg († 1640), schlesischer Freiherr
- Czigány, Dezső (1883–1937), ungarischer Maler und Grafiker
- Czigány, Kinga (* 1972), ungarische Kanutin
- Cziglér von Vecse-Cappilleri, Hermine (1840–1905), ungarische, deutschsprachige Schriftstellerin
- Czihak, Edmund (* 1944), deutscher Motorradrennfahrer
- Czihak, Elisabeth (* 1966), österreichische Keramikerin, Bildhauerin, Grafikerin und Fotografin
- Czihak, Eugen von (1853–1918), deutscher Architekt, preußischer Baubeamter und Kunsthistoriker
- Czikel, Josef (1873–1973), Offizier der Gemeinsamen Armee, polnischer General
- Czikel, Joseph (1914–1992), deutscher Ingenieur und Hochschullehrer
- Czillich, Anna (1899–1923), ungarische Malerin
- Czimatis, Ludwig (1861–1942), deutscher Sozialpolitiker und Wegbereiter des Arbeitsschutzes
- Czimeg, Gustav (1877–1939), deutscher oder österreichischer Schauspieler
- Czine, Ágnes (* 1958), ungarische Juristin und Verfassungsrichterin
- Czinege, Lajos (1924–1998), ungarischer kommunistischer Politiker und Armeegeneral
- Czingler, Zsolt (* 1971), ungarischer Dreispringer
- Czingulszki, Ágnes (* 1987), ungarische Journalistin und Autorin
- Czink, Melinda (* 1982), ungarische Tennisspielerin
- Czinka, Panna (1711–1772), Zigeunermusikerin
- Czinkota, Michael (* 1951), US-amerikanischer Organisationstheoretiker
- Czinner, Paul (1890–1972), Autor, Filmregisseur und -produzent
- Cziommer, Simon (* 1980), deutscher FußballspielerSimon Cziommer (* 1980)

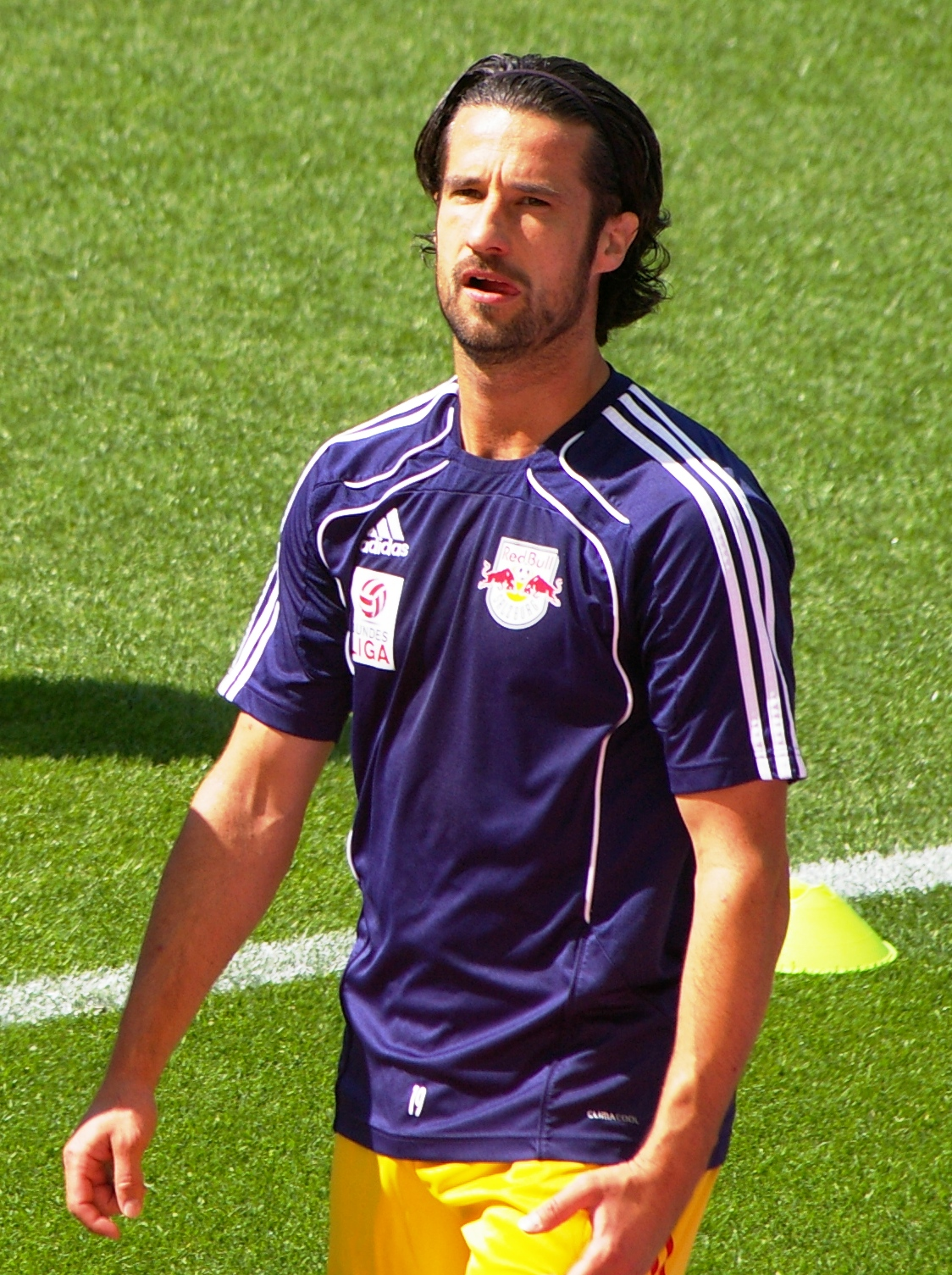
Simon Cziommer (* 1980)

- Cziossek, Felix (1888–1954), deutscher Journalist und Moderator
- Czipott, György († 1834), slowenischer evangelischer Pfarrer und Schriftsteller in Ungarn
- Cziráki, Ferenc (1913–1986), ungarischer Feldhandballspieler
- Cziráki, István (* 1986), ungarischer Radrennfahrer
- Cziraky, Anton Moses von (1772–1852), österreichischer Staatsmann, Rechtshistoriker und Ritter des goldenen Vließ
- Czirenberg, Constantia (1605–1653), Sängerin in Danzig
- Czirniok, Hermann (1903–1982), deutscher Politiker (NSDAP), MdL
- Czirwitzky, Thomas, deutscher Brigadegeneral, deutscher Direktor des Deutsch-Französischen Forschungsinstituts Saint-Louis
- Czisch, Franz (1908–1956), deutscher Politiker (CDU), Oberbürgermeister von Schwäbisch Gmünd sowie Jurist und Kaufmann
- Czisch, Gregor (* 1964), deutscher Physiker und Fachmann für regenerative Energiesysteme
- Czisch, Gunter (* 1963), deutscher Politiker (CDU)Gunter Czisch (* 1963)

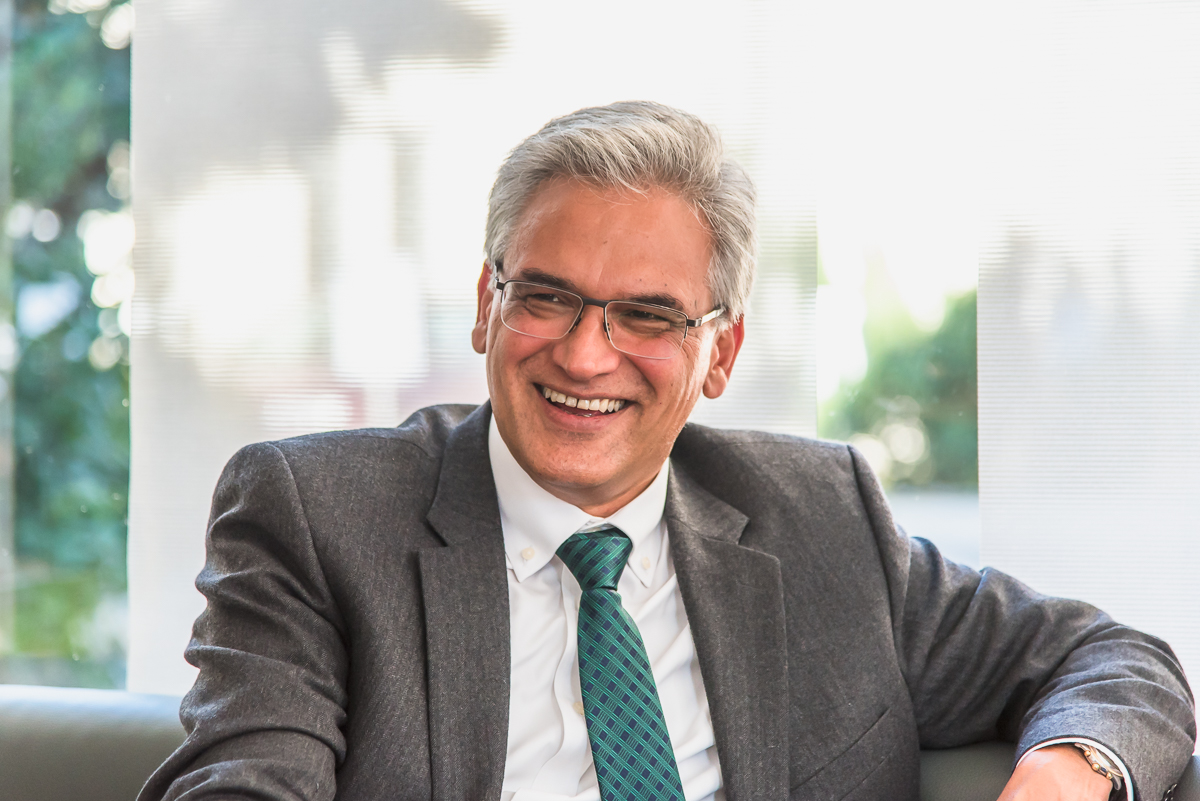
Gunter Czisch (* 1963)

- Czischek, Elle (* 1961), deutsche Schauspielerin und Hörspielsprecherin
- Czisny, Alissa (* 1987), US-amerikanische Eiskunstläuferin
- Czitrich-Stahl, Holger (* 1960), deutscher Sachbuchautor

### Czj
- Czjzek von Smidaich, Johann (1841–1925), österreichischer Industrieller und Porzellanfabrikant
- Czjzek, Johann Baptist (1806–1855), österreichischer Geologe

### Czm
- Czmaiduch, Stefan (* 1962), deutscher Eishockeyspieler
- Czmil, Stepan (1914–1979), ukrainischer Ordensgeistlicher, griechisch-katholischer Bischof

### Czo
- Czóbel, Béla (1883–1976), ungarischer Künstler
- Czóbel, Ernst (1886–1953), ungarischer Historiker, Übersetzer, Diplomat und Politiker
- Czóbel, Isolde (1879–1952), deutsch-russische Malerin und Textildesignerin
- Czóbel, Lisa (1906–1992), deutsche Ausdruckstänzerin und Choreographin
- Czobot, Medard (1928–2009), litauischer Mediziner und Politiker
- Czocher, Dobrawa (* 1991), polnische Cellistin und Komponistin
- Czochralski, Jan (1885–1953), ChemikerJan Czochralski (1885–1953)

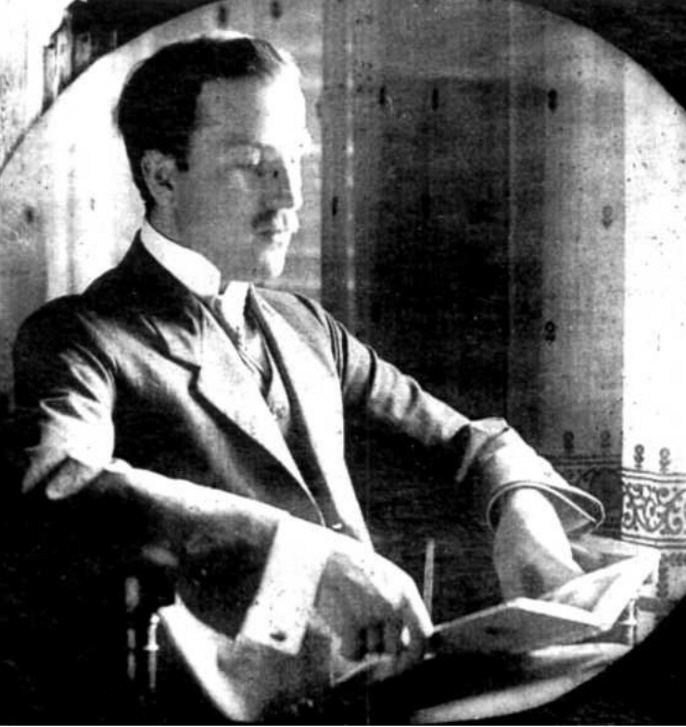
Jan Czochralski (1885–1953)

- Czock, Miriam (1976–2020), deutsche Mediävistin
- Czoernig-Czernhausen, Karl von (1804–1889), österreichischer Beamter und Statistiker
- Czoernig-Czernhausen, Walter von (1883–1945), österreichischer Höhlenforscher und Oberbaurat bei den Österreichischen Bundesbahnen
- Czogalla, Bernhard (1942–2024), deutscher Politiker und ehemaliger Bürgermeister der Stadt Magdeburg
- Czok, Karl (1926–2013), deutscher Historiker
- Czok, Karl (1949–2012), deutscher Politiker (CDU), MdL
- Czok, Sandra (* 1990), deutsche Laienschauspielerin, Model und Unternehmerin
- Czolbe, Felix (1863–1945), deutscher Reichsgerichtsrat
- Czolbe, Heinrich (1819–1873), Mediziner, Philosoph
- Czolgosz, Leon (1873–1901), US-amerikanischer Arbeiter und anarchistischer Aktivist polnischer Herkunft
- Czollek, Leah Carola (* 1954), deutsche Sozialwissenschaftlerin
- Czollek, Max (* 1987), deutscher Lyriker und politischer EssayistMax Czollek (* 1987)

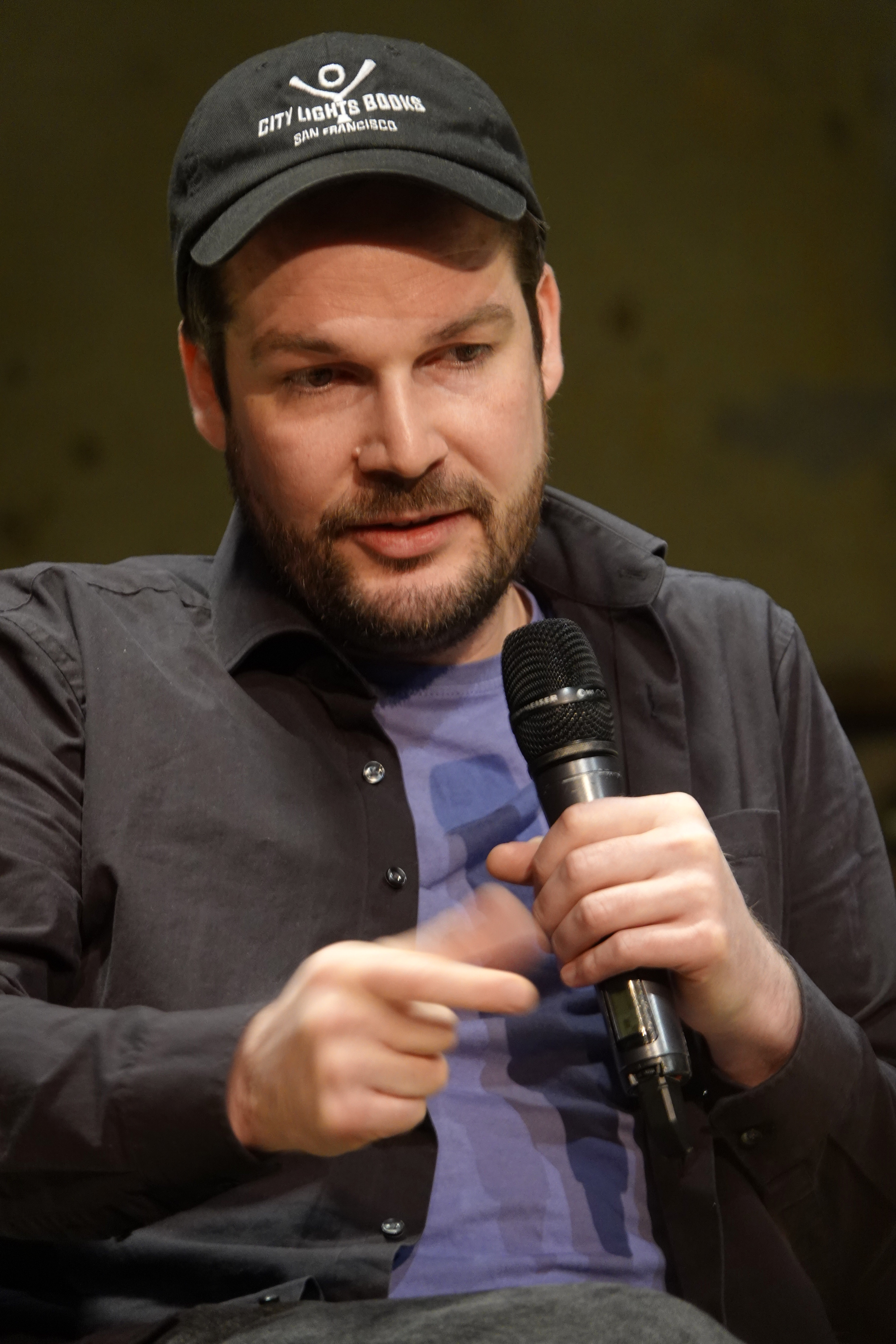
Max Czollek (* 1987)

- Czollek, Michael (1959–1999), deutscher Liedermacher und Politiker (Die Nelken)
- Czollek, Walter (1907–1972), deutscher Verleger, Leiter des Verlages „Volk und Welt“
- Czop, Ireneusz (* 1968), polnischer Film- und Theaterschauspieler
- Czop, Jessica (* 1986), US-amerikanische Schauspielerin
- Czopek, Agnieszka (* 1964), polnische Schwimmerin
- Czopek, Sylwester (* 1958), polnischer Archäologe
- Czopka, Max (1888–1982), deutscher Architekt
- Czori, Joska († 1960), Todesopfer rechtsextremer Gewalt

### Czp
- Czpakowski, Sebastian (* 1974), deutscher Behindertensportler

### Czu
- Czub, Hans-Joachim (1951–2016), deutscher Jurist und Richter am Bundesgerichtshof
- Czubak, Tomasz (* 1973), polnischer Leichtathlet
- Czubatynski, Uwe (* 1965), deutscher evangelischer Pfarrer und Bibliothekar
- Czuber, Emanuel (1851–1925), österreichischer Mathematiker
- Czubok, Engelbert (1902–1969), deutscher Opernsänger (lyrischer Bariton) und Kammersänger
- Czuch, Günter (* 1944), deutscher Fußballspieler
- Czuchry, Matt (* 1977), US-amerikanischer SchauspielerMatt Czuchry (* 1977)

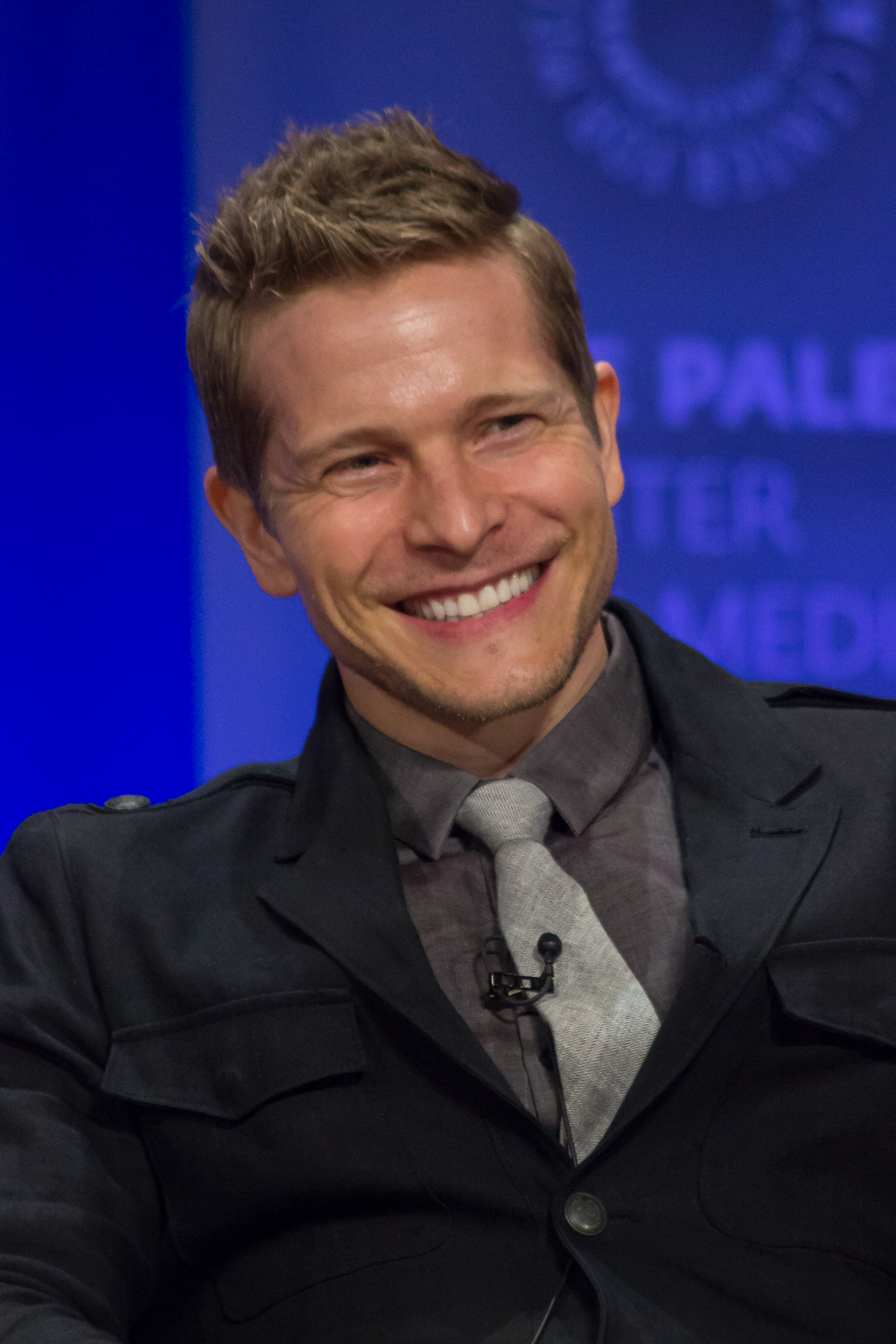
Matt Czuchry (* 1977)

- Czúcz, Ottó (* 1946), ungarischer Rechtswissenschaftler und Richter am Gericht der Europäischen Union
- Czuczor, Gregor (1800–1866), ungarischer Schriftsteller und Ordensbruder
- Czuczor, Márton (* 1989), ungarischer Pokerspieler
- Czudaj, Harald (* 1963), deutscher Bobfahrer, inoffizieller Mitarbeiter der Staatssicherheit
- Czudnochowsky, Karl (1900–1977), deutscher Glockengießer
- Czuga, Lucien (* 1954), luxemburgischer Comicautor
- Czugczk, Hans, Dresdner Ratsherr und Bürgermeister
- Czukay, Holger (1938–2017), deutscher Bassist
- Czukor, József (* 1958), ungarischer Diplomat
- Czulik, Else (1898–1977), österreichische Plakatgestalterin
- Czulius, Werner (1913–2008), deutscher Kernphysiker
- Czuma, Andrzej (* 1938), polnischer Politiker, Mitglied des Sejm, Jurist und Historiker
- Czuma, Hans (1932–2016), österreichischer Philosoph
- Czungenberg, Franz Leopold von (1676–1735), österreichischer Feldmarschall-Lieutenant und Inhaber des 8. Husaren-Regiments
- Czupalla, Michael (* 1950), deutscher Politiker (CDU), Landrat
- Czuppon, Torsten (* 1966), deutscher Politiker (AfD), MdL
- Czura, Marian, polnisch-deutscher Filmemacher, Regisseur, Drehbuchautor, Kameramann und Maler
- Czurda, Elfriede (* 1946), österreichische Schriftstellerin
- Czurda, Jutta (* 1955), deutsche Choreografin und Sängerin
- Czurda, Kurt (1940–2023), österreichischer Geologe
- Czuwara, Jan (* 1995), polnischer Handballspieler

### Czv
- Czvikovszky, Ferenc (1932–2021), ungarischer Fechter

### Czw
- Czwalina, Alexander (1830–1893), deutscher Richter und Parlamentarier
- Czwalina, Arthur (1884–1964), deutscher Mathematikhistoriker
- Czwalina, Clemens (* 1934), deutscher Sportwissenschaftler, Hochschullehrer
- Czwalina, Johannes (* 1952), deutscher Theologe und Unternehmensberater
- Czwalina, Julius (1810–1896), deutscher Mathematiklehrer und Freimaurer
- Czwienk, Jürgen (1956–2022), deutscher Autor und Regisseur, Hörstationen

### Czy
- Czyborra, Albert (1880–1958), deutscher Rektor, Schulrat und Autor
- Czyborra, Ina (* 1966), deutsche Politikerin (SPD), MdAIna Czyborra (* 1966)

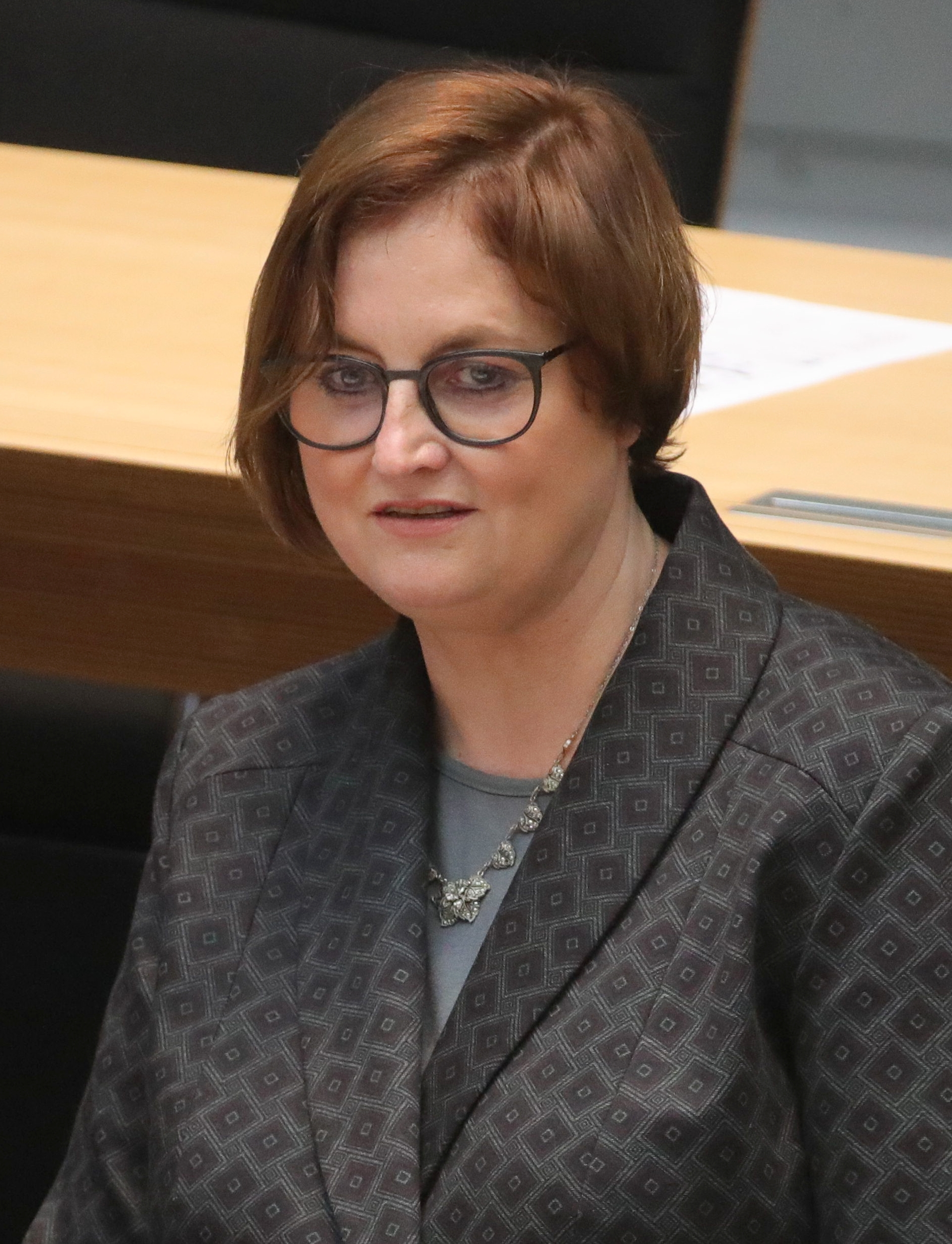
Ina Czyborra (* 1966)

- Czyborra, Lennart (* 1999), deutscher Fußballspieler
- Czyborra, Michael (* 1997), deutscher Fußballspieler
- Czybulka, Detlef (* 1944), deutscher Rechtswissenschaftler
- Czycholl, Claus (1943–2024), deutscher Randonneur (Radfahrer)
- Czychowski, Christian (* 1969), deutscher Rechtsanwalt und Hochschullehrer
- Czycykowski, Felina (* 1999), deutsche Eiskunstläuferin und Darstellerin
- Czygan, Franz-Christian (1934–2012), deutscher Biologe
- Czygan, Maria (* 1868), deutsche Schriftstellerin
- Czygan, Peter-Jürgen (1937–2021), deutscher Gynäkologe
- Czyganowski, Heike (* 1964), deutsche Fußballspielerin
- Czyhlarz, Karl von (1833–1914), böhmischer Jurist und Politiker
- Czykier, Damian (* 1992), polnischer Leichtathlet
- Czykwin, Eugeniusz (* 1949), polnischer Politiker, Mitglied des Sejm und Journalist
- Czyl, Claus von, Dresdner Ratsherr und Bürgermeister
- Czymoch, Conny, deutsche Journalistin
- Czynner, Hans, deutscher Fechtmeister
- Czypionka, Hansa (* 1958), deutscher Schauspieler
- Czyrniański, Emil (1824–1888), polnischer Chemiker
- Czysz, Walter (1925–2007), deutscher Pharmazeut und Heimatforscher
- Czysz, Wolfgang (1949–2022), deutscher Provinzialrömischer Archäologe
- Czyszczon, David (* 1981), deutscher Fußballspieler
- Czyz, Bobby (* 1962), US-amerikanischer Boxer
- Czyż, Henryk (1923–2003), polnischer Komponist, Dirigent und Musikpädagoge
- Czyz, Wojtek (* 1980), deutscher Leichtathlet (Paralympics-Sieger)
- Czyżewska, Elżbieta (1938–2010), polnische Schauspielerin
- Czyżewski, Tytus (1880–1945), polnischer Maler, Dichter und Kunstkritiker
- Czyżowicz, Maciej (* 1962), polnischer Pentathlet